# Fabio Fognini
Fabio Fognini (San Remo, Liguria, 24 de mayo de 1987) es un ex-tenista profesional italiano. En su carrera ha conseguido trece títulos en torneos ATP (9 en individuales y 4 en dobles) y su mejor posición en el ranking de dobles es el n.º 7 conseguido en junio de 2015. En 2019 consiguió su primer ATP Masters 1000 de su carrera en el Masters de Montecarlo tras derrotar al serbio Dušan Lajović en la final y al ganador de 13 de esos Masters, Rafael Nadal en semifinales. Ha logrado victorias importantes en su carrera, una de ellas la obtuvo en el Masters de Canadá de 2007, donde derrotó al británico Andy Murray, luego perdería ante el n.º 1, el suizo Roger Federer. Otro de sus logros fue llegar a las semifinales del Masters 1000 de Montecarlo, donde cayó ante el n.º 1 del mundo Novak Djokovic. En 2013 logró alzarse con su primer torneo ATP 500. Tras su victoria de primera ronda en el Masters de Roma de 2018, el tenista italiano alcanzó las 300 victorias en circuito ATP.

## Vida personal
Comenzó a jugar al tenis a los cuatro años. Su sobrenombre es Fogna. Su padre, Fulvio, es dueño de su propia empresa; su madre Silvana es ama de casa. Tiene una hermana menor, Fulvia, que es estudiante. Habla cuatro idiomas: italiano, inglés, español y francés. Sus hobbies incluyen el fútbol, es fan del Inter de Milán y el Genoa FC, y sus ídolos son el exfutbolista Diego Milito, la estrella de motociclismo Valentino Rossi y el campeón mundial de fútbol Marco Materazzi. Disfruta jugando en todas las superficies y considera como sus mejores tiros su derecha y su revés.
Desde 2014 inició una relación sentimental con la tenista y compatriota Flavia Pennetta, con la que se casó y tuvo 2 hijos, Federico (nacido en el 2017) y Farah (nacido en el 2019).El 8 de julio del 2021, anunciaron que estaban esperando un tercer hijo llamada Flaminia, la cual nació en la noche del 18 de noviembre del 2021.

## Carrera ATP

### Carrera juvenil
Como estudiante de tercer año, Fognini publicó un récord individual de victorias / derrotas de 72-36. Logró un ranking combinado del n.º 8 en el mundo en mayo de 2004, alcanzando los cuartos de final tanto del Abierto de Australia como del Torneo de Roland Garros.

### 2004-2006: Inicios
Fognini comenzó su carrera profesional jugando en varios torneos de Futures y Challenger, ganando su primer título Futures en 2005 en España F1 y otro en Italia F9. En 2005, también terminó segundo en Italia F3 y se clasificó para su primer torneo ATP Challenger en Palermo. Durante 2006, Fognini tuvo un éxito moderado en Challengers y, después de la clasificación, hizo su debut en el ATP World Tour en Buenos Aires, Argentina. Fue derrotado en la primera ronda por el ex número uno del mundo y eventual campeón Carlos Moyá.

### 2007: Top 100
Finaliza en el Top 100 por primera vez en la posición n.º 94 con una combinación de resultados exitosos en ATP (5-7) y Challenger (34-17). Clasificó en cinco torneos ATP y llegó a tercera ronda en eventos consecutivos, en el Torneo de Kitzbuhel (perdió contra su compatriota Andreas Seppi) y en el Masters de Montreal donde logró su mejor triunfo ante el n.º 14 Andy Murray antes de perder contra el n.º 1 Roger Federer. 
Comenzó la temporada con la final del Challenger de Santiago (perdiendo contra Martín Vassallo Argüello) y cuartos de final en los Challenger de La Serena y Challenger de Barletta. 

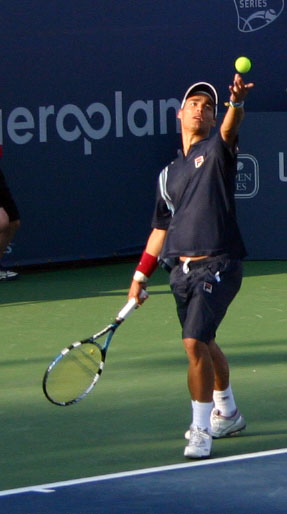
Fabio Fognini en el Masters de Canadá 2007.

Su mejor racha fue entre mayo y junio donde avanzó a las finales del Challenger de San Remo (perdiendo contra Francesco Aldi) y Challenger de Fürth (perdiendo contra Peter Luczak). También llegó a semifinales en los Challenger de Bytom, Challenger de Asunción y Challenger de Buenos Aires. 
Hizo su debut en Grand Slam después de clasificar en Roland Garros y perder contra Juan Mónaco en cinco sets (estuvo con dos sets de ventaja). 
Completó marcas de 3-3 en pista dura y 2-5 en polvo de ladrillo. En dobles alcanzó la final en el Challenger de Fürth (junto con Frederico Gil).

### 2008: Primera final en Dobles
El italiano finalizó en el Top 100 por segundo año consecutivo y sumó su máximo de triunfos ATP con 16 (12-8 en arcilla). Tuvo sus mejores resultados en polvo de ladrillo, donde avanzó a tres semifinales y ganó dos títulos de Challenger. 
Comenzó la temporada con una caída en cinco sets en su debut en el Abierto de Australia (perdiendo contra Michael Russell). Durante la gira latinoamericana llegó a cuartos de final en el Torneo de Viña del Mar (perdió contra Santiago Ventura) y semifinales en el Torneo de Costa do Sauipe (perdiendo contra Nicolás Almagro) en semanas consecutivas. 
Clasificó en el Masters de Indian Wells y llegó a segunda ronda (contra Paul-Henri Mathieu). 
Quedó fuera por una lesión a la muñeca izquierda y regresó en junio con las semifinales en el Torneo de Varsovia (perdiendo contra Nikolai Davydenko). Siguió con las semifinales en el Torneo de Umag en julio (perdiendo contra Fernando Verdasco) y la tercera ronda en el Torneo de New Haven en agosto. 
También tuvo su primera aparición en Wimbledon (perdiendo contra Marat Safin) y el US Open (perdiendo contra Wayne Odesnik), en ambos en primera ronda. 
En Challengers, logró los títulos del Challenger de Turín (venciendo a Diego Junqueira) y del Challenger de Génova en septiembre (ganando a Gianluca Naso). 
Sumó 0-1 contra rivales Top 10. Se sometió a una cirugía de rodilla izquierda el 30 de octubre. En dobles, llegó a la final del Torneo de Umag (junto con Carlos Berlocq). Obtuvo premios por $284 518.

### 2009: Título en San Benedetto

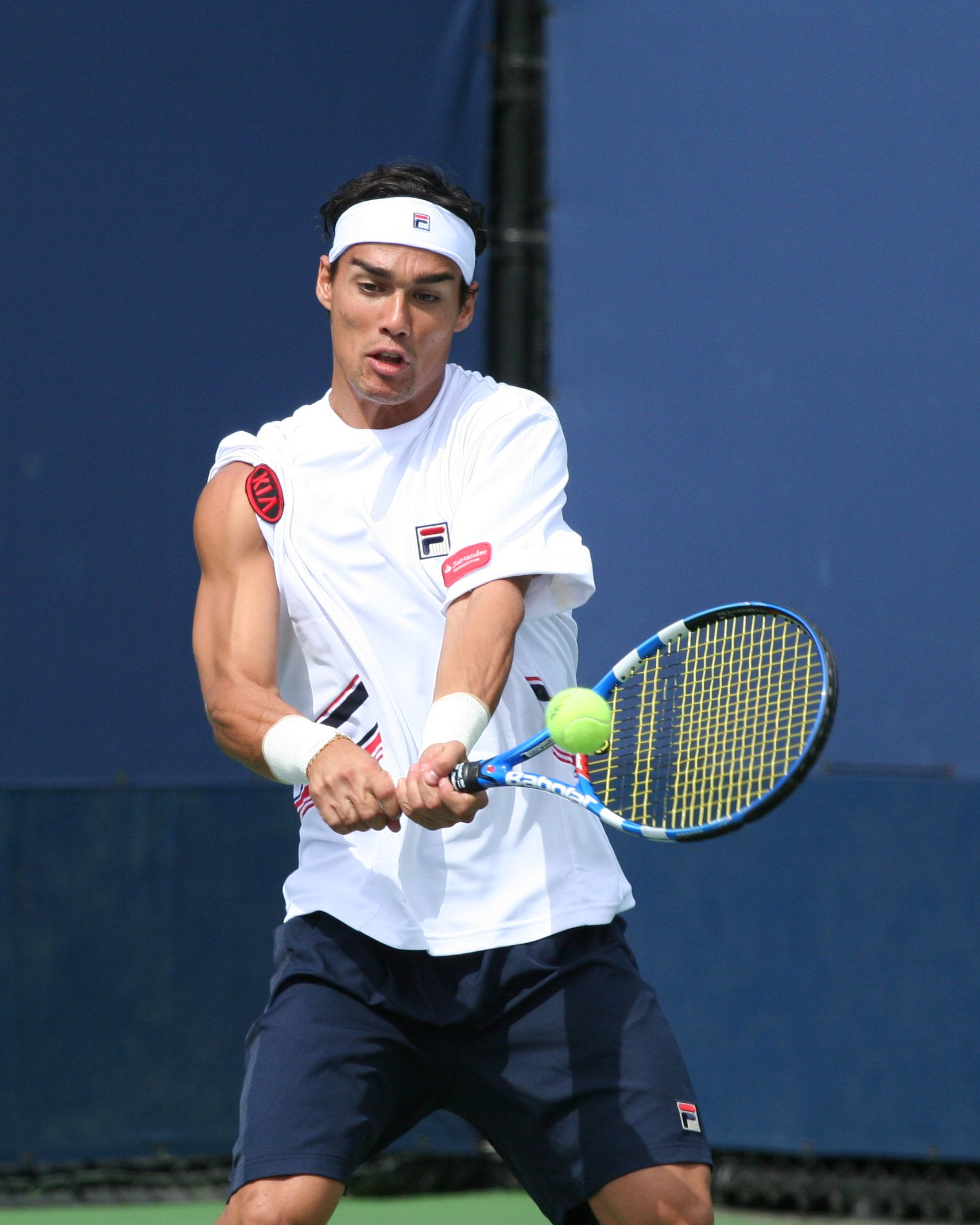
Fabio Fognini en el US Open 2009.

El n.º 2 italiano (detrás del n.º 49 Andreas Seppi) completó la mejor temporada en su joven carrera al ganar su mejor marca de 20 partidos. 
Clasificó en el cuadro final en seis torneos de nivel de circuito, incluido el Masters de Montecarlo (donde derrotó a Marin Čilić, perdiendo con Andy Murray) y en Roland Garros (perdiendo ante Ígor Andréiev).
Su mejor resultado ATP World Tour fue semifinales en el Torneo de Stuttgart en julio y logró su mejor triunfo sobre el n.º 11 Nikolái Davydenko (perdió contra Victor Hanescu). La semana previa ganó el Challenger de San Benedetto (a Cristian Villagrán). 
En septiembre llegó a cuartos de final en el Torneo de Bucarest, donde perdió ante el posterior campeón Albert Montañés. Al mes siguiente se clasificó para el Torneo de Pekín y para el Masters de Shanghái (cayendo ante el n.º 2 Novak Djokovic). 
Tuvo registros de 17-15 en arcilla, 2-8 en pista dura y 1-3 en césped. Sumó 0-5 contra rivales Top 10 y aumentó las ganancias de su carrera a $ 395,679.

### 2010: 50 victorias como profesional
El n.º 3 italiano (detrás de Potito Starace y Andreas Seppi) finaliza en el Top 60 por segunda temporada consecutiva. 
Su mejor resultado ATP World Tour fueron unos cuartos de final en el Torneo de Costa do Sauipe en febrero. 
En Grand Slam logró su mejor desempeño, llegando a la tercera ronda de Roland Garros (derrotando al preclasificado n.º 15 Gaël Monfils en cinco sets, perdiendo contra Stanislas Wawrinka) y en Wimbledon, donde derrotó al n.º 9 Fernando Verdasco en primera ronda (cayendo contra Julien Benneteau). 
También alcanzó tres finales de Challenger, dos en su país y una en Chile, con lo que completó un récord de 18-3. 
Logró marcas de 9-14 en arcilla, 4-10 en pista dura y 3-2 en hierba. Sumó premios en dinero de $ 424,469.

### 2011: Cuartos de final en Roland Garros
El n.º 2 italiano (detrás del n.º 39 Andreas Seppi) finaliza en el Top 50 por primera vez en su carrera. 
Quedó eliminado en primera ronda del Abierto de Australia (perdiendo ante Kei Nishikori). Su primera gran actuación tuvo lugar en febrero, en el Torneo de Santiago llegando a semifinales (venció al n.º 31 Thomaz Bellucci, perdiendo contra Tommy Robredo). No pasó de las primeras rondas, ni del Masters de Indian Wells, ni del Masters de Miami, perdiendo ante Nikolái Davydenko y Radek Štěpánek, respectivamente.
Con la llegada de la tierra batida, mejoraron sus resultados, llegando a cuartos de final en el Torneo de Casablanca (perdiendo ante Albert Montañés), pero no consiguió pasar de la segunda ronda en ninguno de los Masters 1000 preparativos para Roland Garros. Sin embargo en Roland Garros fue la gran promesa del torneo, llegando a cuartos de final (venciendo a los españoles, Guillermo García-López (n.º 33) y Albert Montañés (n.º 38), no presentándose en su partido ante el n.º 2 Novak Djokovic, debido a una lesión).
No disputó ni Wimbledon ni la temporada de césped, debido a su lesión producida en Roland Garros. Su próxima actuación destacada, fue llegar hasta las semifinales en el Torneo de Umag (perdiendo ante Marin Čilić).
En el US Open no consiguió pasar de la segunda ronda (perdiendo ante Tomáš Berdych). Sus últimos resultados más destacados, fueron llegar a segunda ronda de los Torneo de Viena y Torneo de Valencia, perdiendo ante Xavier Malisse y Juan Mónaco, respectivamente.
Logró marcas de 6-15 en pista dura y de 20-15 en tierra batida. Quedó 0-2 contra rivales Top 10 y ganó premios en dinero de $ 589,904.

### 2012: Primera final ATP

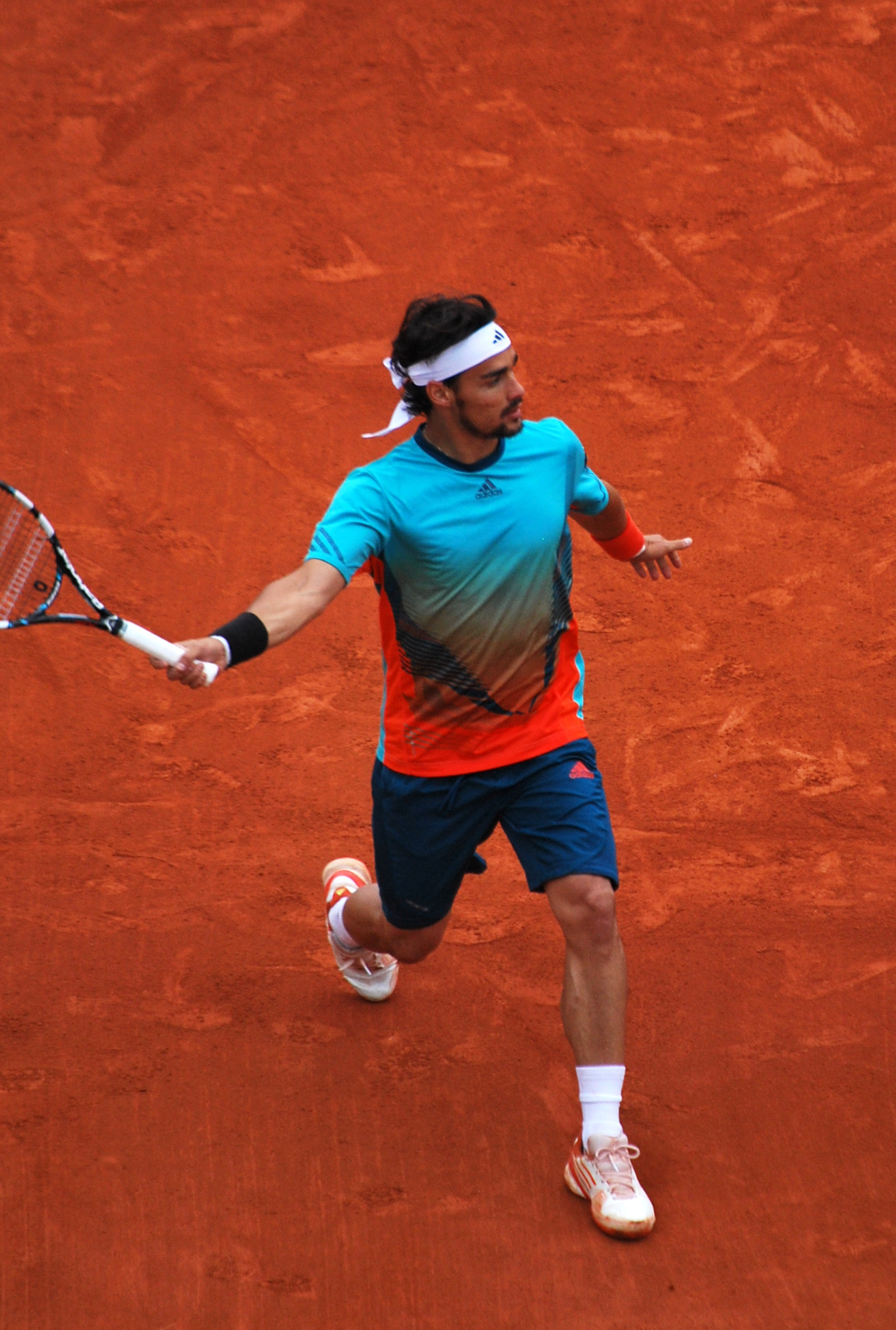
Fognini en 2012.

De nuevo el n.º 2 italiano (detrás del n.º 23 Andreas Seppi) finaliza en el Top 50 por segunda vez consecutiva en su carrera y consigue llegar a sus dos primeras finales ATP World Tour. 
Comienza su temporada, siendo eliminado en primera ronda del Abierto de Australia (perdiendo ante Alejandro Falla.

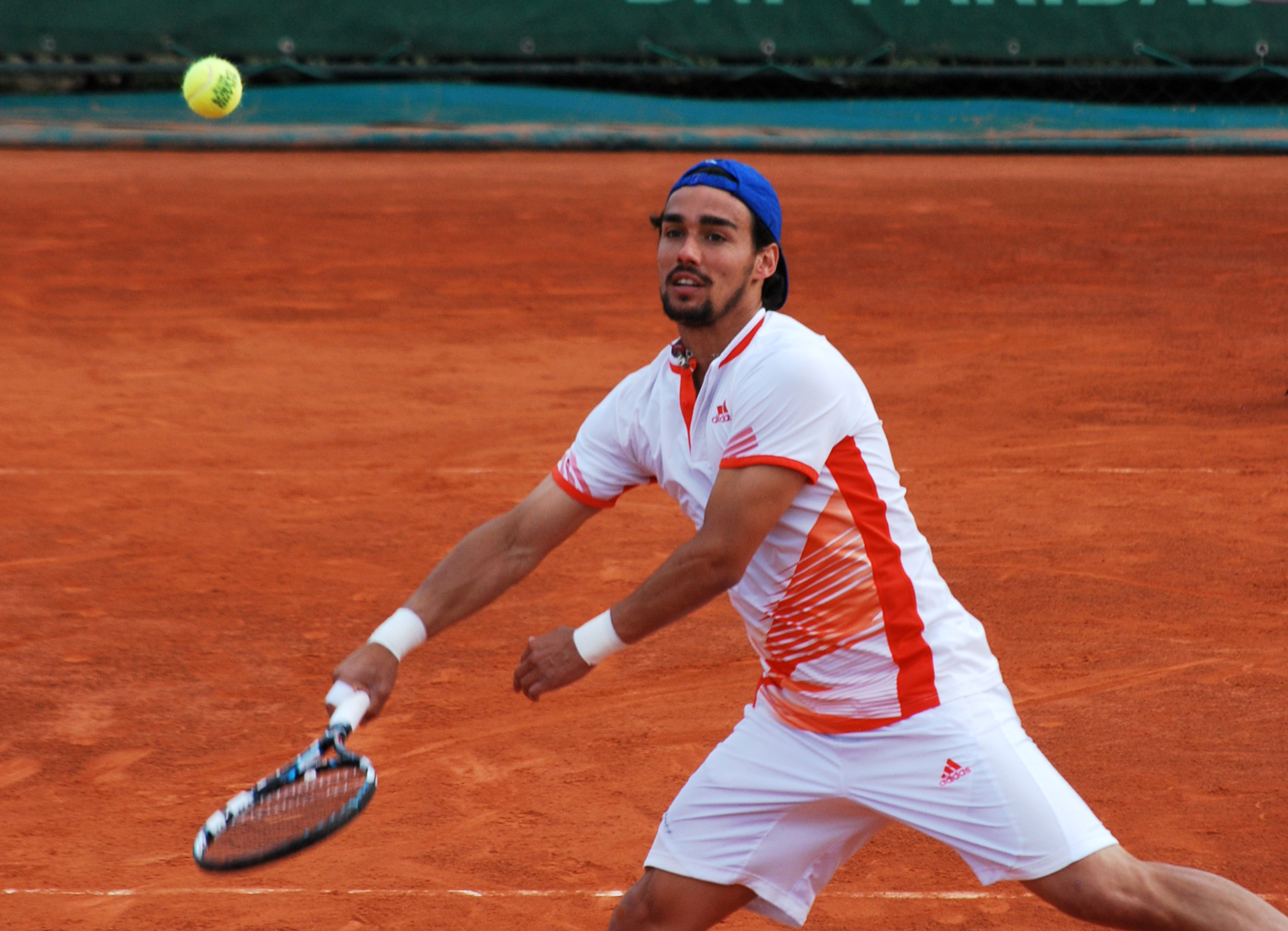
Fognini en Roland Garros 2012.

Tras compilar un registro de 3-5, consigue llegar a su primera final ATP World Tour, en abril, en el Torneo de Bucarest sobre pistas de arcilla (venciendo a su compatriota Andreas Seppi en cuartos de final, cayendo ante Gilles Simon en la final). En Roland Garros consigue llegar hasta la tercera ronda (venciendo al n.º 25 Viktor Troicki en segunda ronda, cayendo ante Jo-Wilfried Tsonga.
En su temporada de césped, consigue llegar hasta cuartos de final en el Torneo de Eastbourne (perdiendo ante el ex n.º 1 Andy Roddick. En Wimbledon, no pasa de la segunda ronda (cayendo ante el n.º 1 Roger Federer, que a la vez sería el posterior campeón del torneo londinense).
Consiguió llegar hasta la segunda ronda del Masters de Canadá desde las rondas de clasificaciones (perdiendo ante Philipp Kohlschreiber). En el US Open, llegó hasta la tercera ronda (perdiendo ante Andy Roddick). Después ayudó a Italia a continuar en el Grupo Mundial de la Copa Davis ante Chile ganando su partido de individuales a Paul Capdeville.
Después logró llegar a su segunda final del año, en el Torneo de San Petersburgo (perdiendo ante el eslovaco Martin Klizan), quedando con un registro de 0-2 en finales ATP World Tour.
No pasó de la primera ronda en ninguno de los torneos posteriores, que disputó desde San Petersburgo.
Compiló marcas de 8-12 en cemento, 10-9 en arcilla y 3-3 en pasto. Quedó 0-3 contra rivales Top 10 y obtuvo premios en dinero de $ 464,382.

### 2013: Primeros títulos ATP y Top 20
Completa su mejor temporada como profesional. Acaba como el mejor tenista italiano y como Top 20 por primera vez en su carrera, además de ganar dos títulos ATP y llegar a una final.
Perdió en primera ronda del Abierto de Australia (ante Roberto Bautista). Sin embargo en dobles junto con su compatriota Simone Bolelli llegaron hasta las semifinales (perdiendo ante los hermanos Bryans en tres sets). Tres semanas después ganaron juntos su segundo ATP World Tour de dobles, en el Torneo de Buenos Aires (derrotando a Nicholas Monroe y Simon Stadler). Mejoró de 2-3 en finales de dobles.
Ayudó a Italia a alcanzar los cuartos de final del Grupo Mundial de Copa Davis por primera vez en 15 años, con una victoria en cuatro sets sobre el croata Ivan Dodig en el quinto partido. También ganó su partido de dobles junto con Simone Bolelli.
Alcanzó sus novenas semifinales ATP en el Torneo de Acapulco (perdiendo ante David Ferrer). El 2 de marzo, de nuevo junto con Simone Bolelli, el dúo alcanzó la final del Torneo de Acapulco (perdiendo ante la pareja formada por Lukasz Kubot y David Marrero).
Cayó en el tercera ronda del Masters de Miami (perdiendo de nuevo ante David Ferrer. Batió a su compatriota Andreas Seppi (en primera ronda), al n.º 6 Tomáš Berdych (en tercera ronda) y al n.º 10 Richard Gasquet (en cuartos de final) en el camino a las semifinales del Masters de Montecarlo (perdiendo finalmente con Novak Djokovic). Se convirtió en el primer italiano en llegar a unas semifinales en el Masters de Montecarlo desde Andrea Gaudenzi en 1995 (perdió con Muster). También fue el primer no cabeza de serie en alcanzar las semifinales en Montecarlo desde Juan Carlos Ferrero y Richard Gasquet en el 2005. Fue el primer italiano en llegar a unas semifinales de un Masters 1000 desde Seppi en el Masters de Hamburgo 2008. El 22 de abril, hubo dos italianos (Seppi y Fognini) clasificados en el Top 25 por primera vez desde Renzo Furlan y Andrea Gaudenzi el 22 de abril de 1996.
En el Torneo de Oeiras alcanzó los cuartos de final (perdiendo ante el español Pablo Carreño-Busta) y cayó en semifinales de dobles con Daniele Bracciali (perdiendo ante Aisam-ul-Haq Qureshi y Jean-Julien Rojer). El 7 de mayo, no pudo convertir 3 puntos de partido contra Mijaíl Yuzhny en primera ronda del Masters 1000 de Madrid.

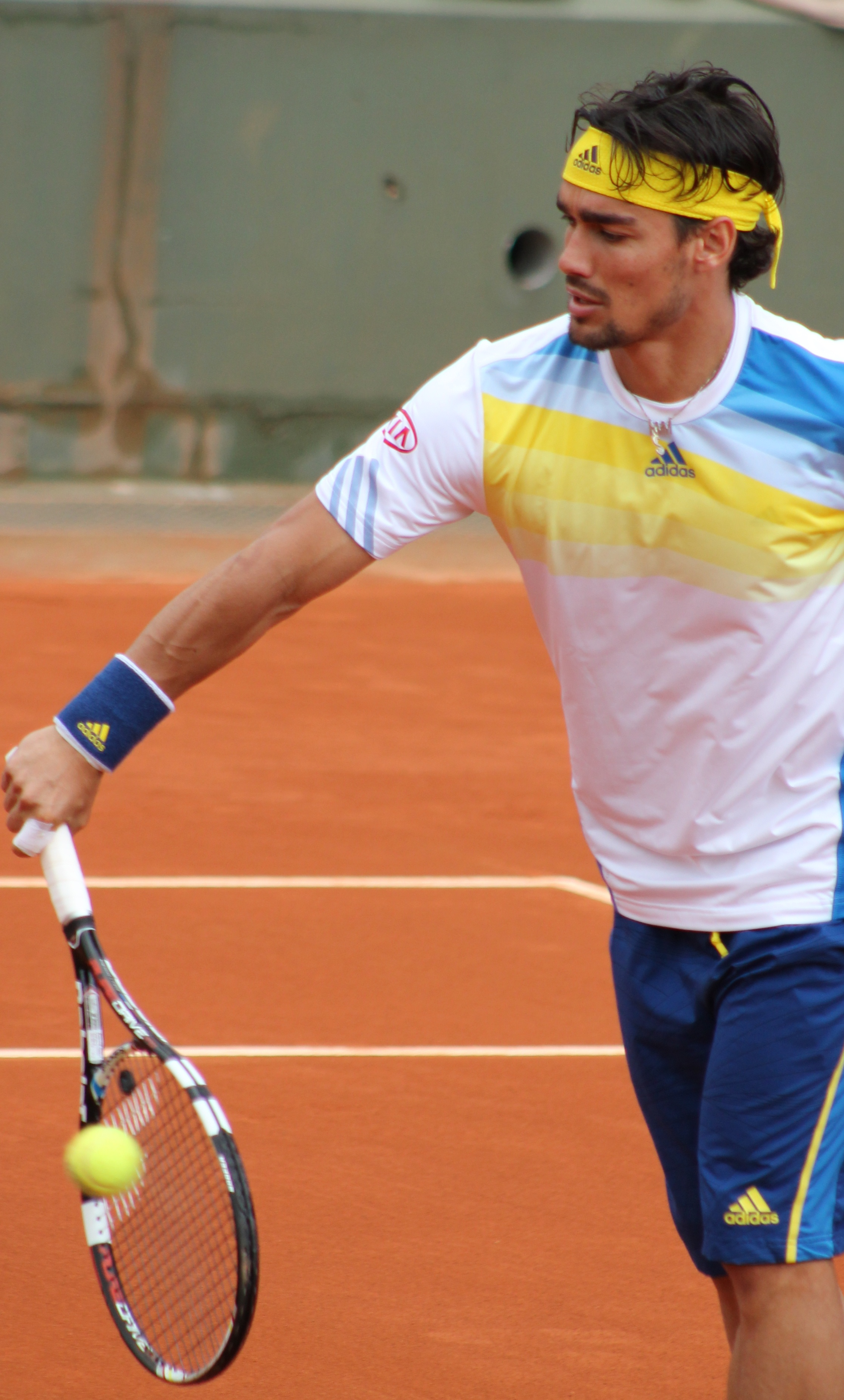
Fognini en Roland Garros 2013.

Con Bracciali, como semillas n.º 14, perdieron en primera ronda de Roland Garros ante la pareja israelí formada por Jonathan Erlich y Andy Ram. En individuales, perdió contra el siete veces campeón Rafael Nadal en tres sets en tercera ronda. Cayó en primera ronda de Wimbledon (perdiendo ante Jürgen Melzer). En Wimbledon, tampoco pasó de la primera ronda, haciendo pareja junto con Potito Starace, cayeron ante Daniel Brands y Lukáš Rosol.

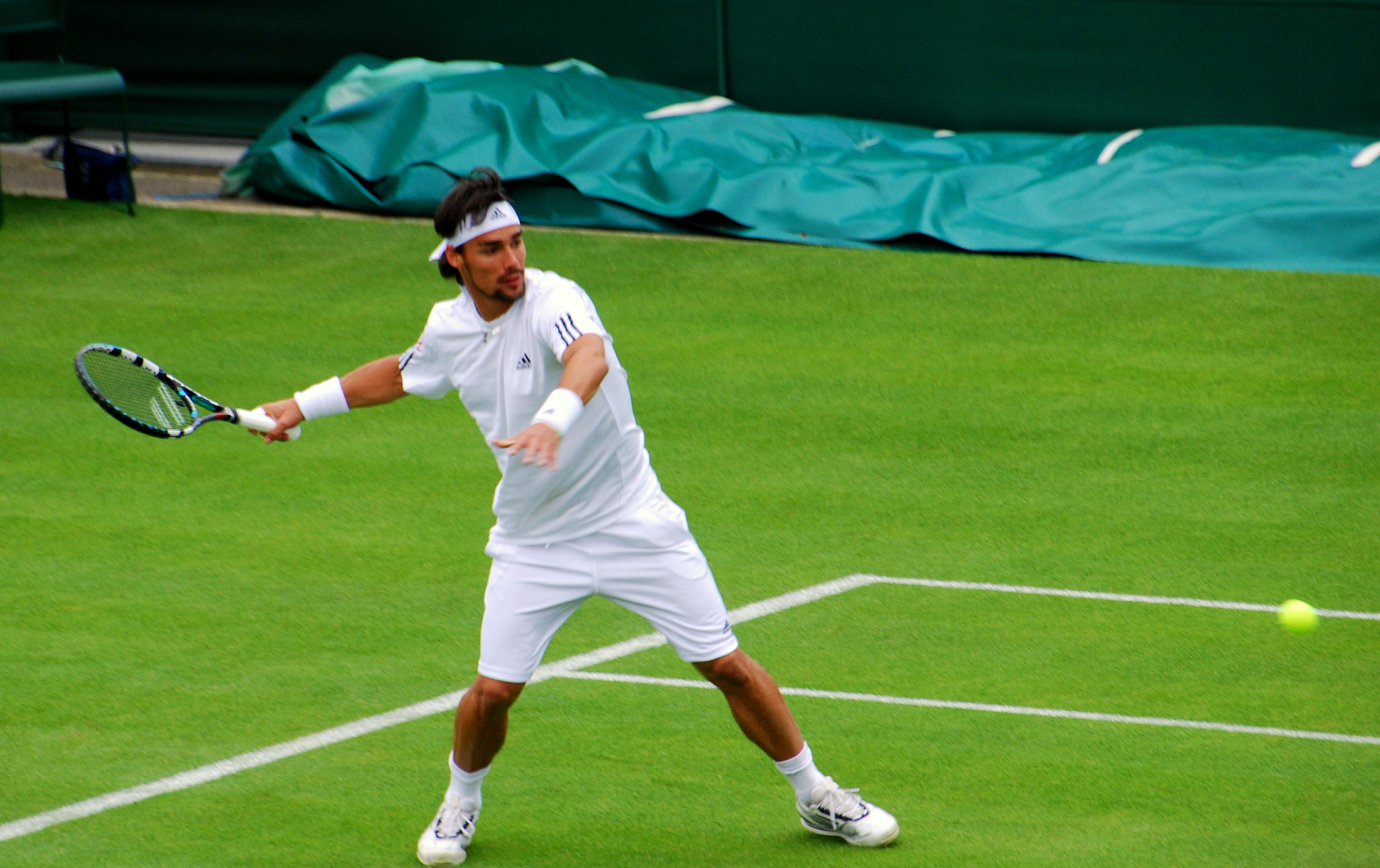
Fognini en Wimbledon 2013.

El 14 de julio, ganó su primer título ATP World Tour de su carrera con una victoria en tres sets sobre el alemán y local Philipp Kohlschreiber en la final del Torneo de Stuttgart (anteriormente había vencido al n.º 11 Tommy Haas). Posteriormente subió seis lugares para ser el n.º 25 del mundo.
Tan solo una semana después, el 21 de julio, ganó su segundo título ATP World Tour en el Torneo de Hamburgo. Salvó tres puntos de partido en el segundo set en el tie-break en el 5-6, 6-7 y 7-8 contra el número 114 del mundo, el argentino Federico Delbonis (anteriormente habría vuelto a ganar a Tommy Haas, al n.º 15 Nicolás Almagro y a Roger Federer). El 22 de julio, irrumpió en el Top 20 por primera vez en el n.º 19.
El 27 de julio, ganó 7-6(3) en el tercer set contra Gaël Monfils en semifinales en el Torneo de Umag, salvando tres puntos de partido en el 5-6, para llegar a la tercera final ATP World Tour, en apenas tres semanas. El 28 de julio, vio como su racha de 13 victorias consecutivas llegó a su fin en la final de Umag (perdiendo ante Tommy Robredo en dos sets). El 29 de julio, se elevó hasta el n.º 16 del mundo (su puesto más alto hasta ese momento).

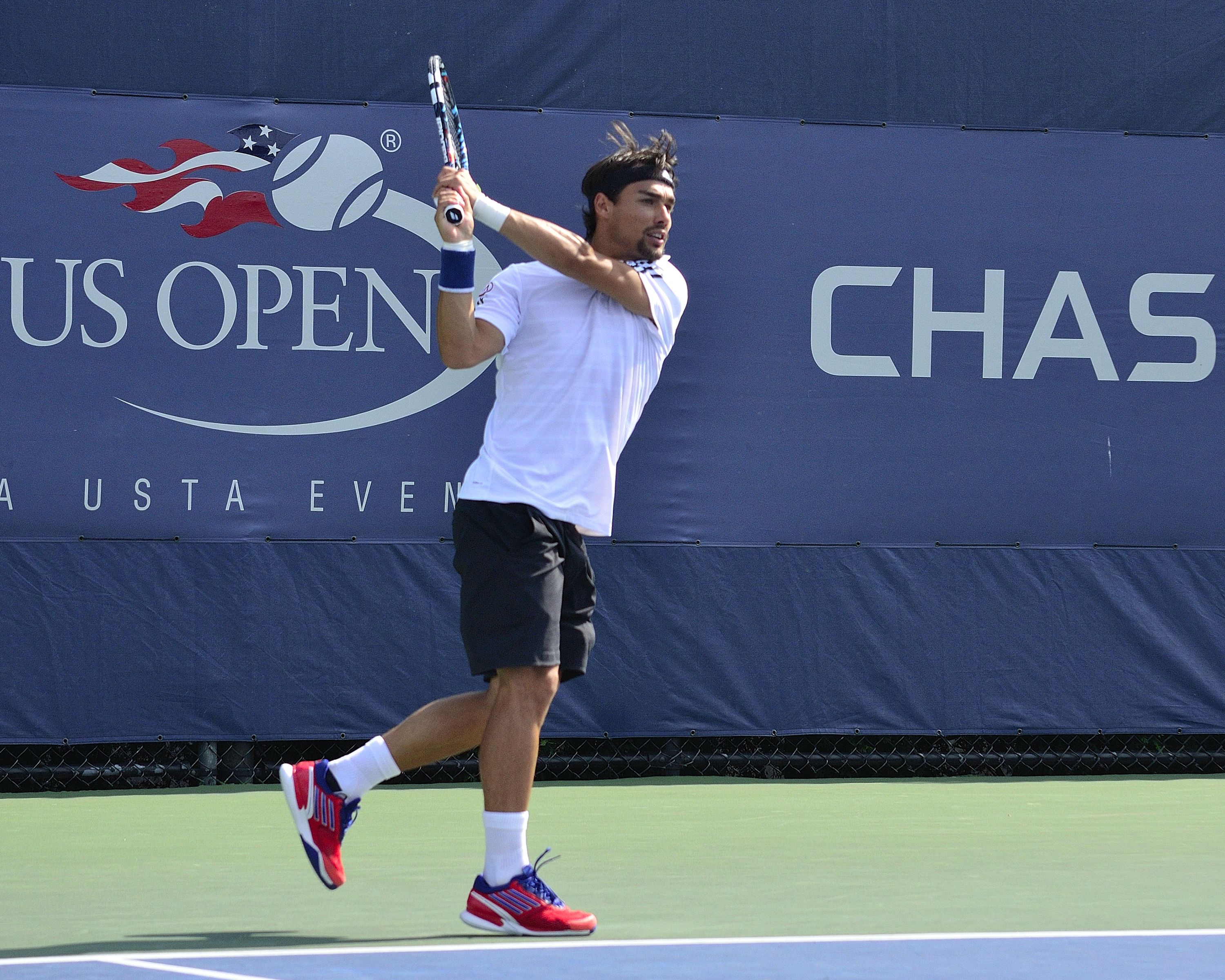
Fognini en el US Open 2013.

El 7 de agosto, perdió en segunda ronda del Masters de Montreal (ante el letón Ernests Gulbis). El 12 de agosto, como preclasificado n.º 14 perdió 6-4 y 6-2 ante Radek Štěpánek en primera ronda del Masters de Cincinnati.
El 18 de septiembre, se retiró debido a una lesión en el pie derecho en segunda ronda, en el 3-6 y 3-5, frente a Michal Przysiezny en el Torneo de San Petersburgo.,
Perdió ante Rafael Nadal, cuando ganaba por 6-2 y 4-1 en el Torneo de Pekín, en cuartos de final. En dobles, llegó a la final junto con Seppi, con victorias sobre Aisam-ul-Haq Qureshi y Jean-Julien Rojer en cuartos de final y Daniel Nestor y Leander Paes en semifinales; perdiendo la final ante Max Mirnyi y Horia Tecau en dos sets. Cayó a una marca de 2-5 en finales de dobles. 
Cerró su temporada con unos cuartos de final en el Torneo de Valencia (perdiendo ante Nicolás Almagro) y cayendo en segunda ronda del Masters de París (perdiendo ante Grigor Dimitrov).
Compiló registros de 12-15 en cemento, 28-10 en arcilla y 2-2 en pasto. Quedó 2-9 contra rivales Top 10 y ganó su cuota más alta en premios en dinero con $ 1,269,834.

### 2014: Tercer título ATP

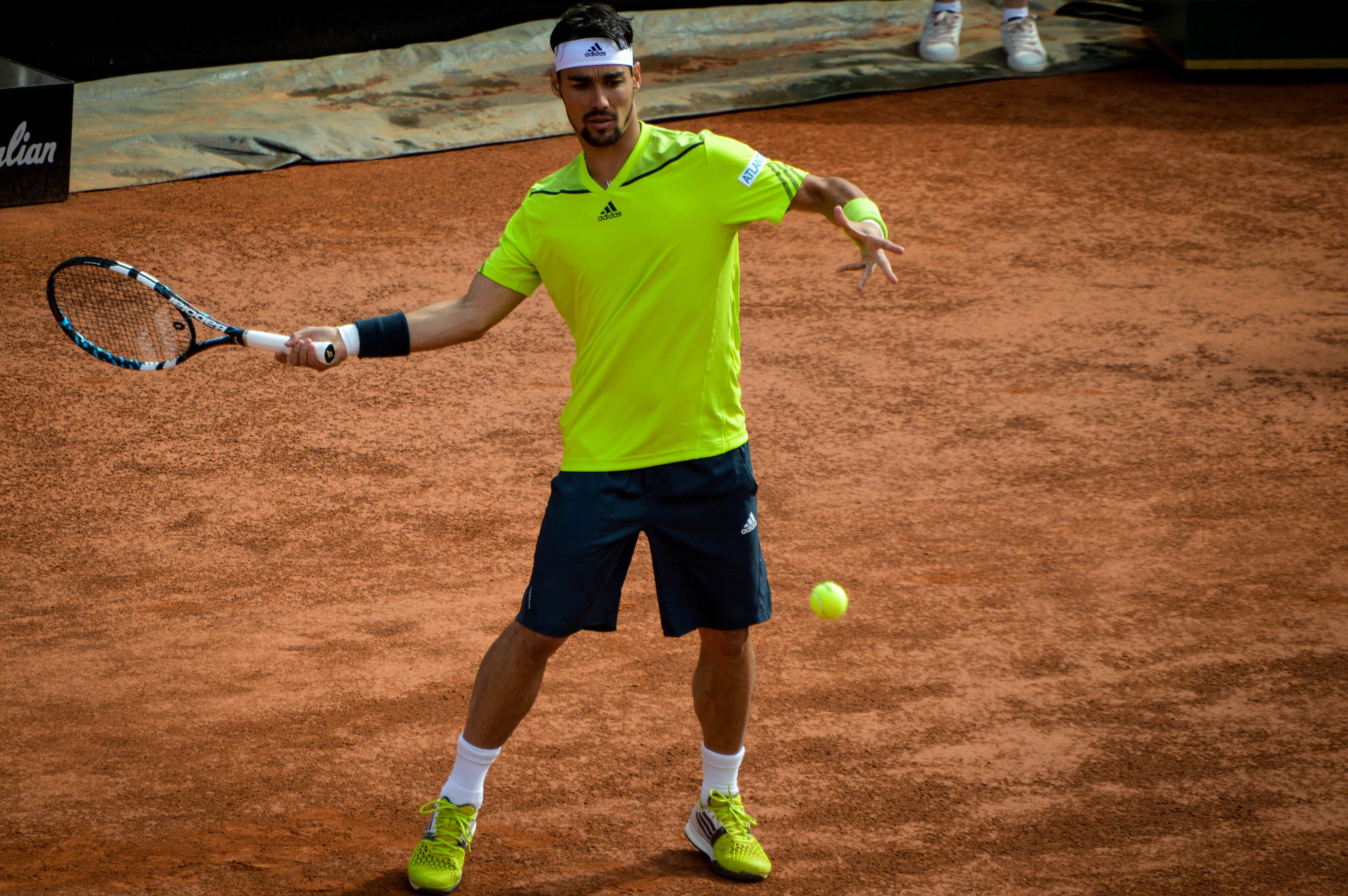
Fognini en 2014

Fognini arrancó el año en la posición n.º 16 del ranking, teniendo un mal comienzo de año.
Su primer torneo de manera oficial durante la temporada fue el de Chennai. En primera ronda de su partido de dobles junto con Leander Paes sufrió una lesión en el muslo que le obligó a retirarse de ese partido y del suyo de segunda ronda de individuales cuando caía con el tenista local Yuki Bhambri por 1-6 y 5-5.
Como el preclasificado n.º 15 llegó al primer Grand Slam de la temporada, el Abierto de Australia. En primera ronda derrotó al ruso Alex Bogomolov Jr. por 6-3, 6-2 y retirada de este. En segunda ronda tuvo problemas para deshacerse del finlandés Jarkko Nieminen al que ganó por parciales de 7-5, 6-4, 3-6, 6-2. En tercera ronda venció al norteamericano Sam Querrey por 7-5, 6-4 y 6-4. En cuarta ronda no pudo con el número 2 del mundo Novak Djokovic defensor del campeonato, quien le ganó por un aplastante 6-3, 6-0 y 6-2, aunque logró su mejor registro en el torneo oceánico. Tras esto ayudó a Italia a meterse en cuartos de final de la Copa Davis 2014 tras vencer a Argentina por 3-1 en Mar del Plata sobre tierra batida. Ganó su primer partido de individuales a Juan Mónaco por 7-5, 6-2 y 6-2. En el dobles hizo pareja con Simone Bolelli y derrotaron a Eduardo Schwank y Horacio Zeballos en cuatro mangas. Y en el último día y con 2-1 a favor de Italia, cerró la llave en el cuarto punto tras vencer a Carlos Berlocq por 7-6(5), 4-6, 6-1, 6-4.
Luego viajó hasta Sudamérica para disputar la gira latinoamericana de tierra batida. Su primer torneo de esta serie fue el ATP 250 de Viña del Mar en Chile, al que llegaba como el primer cabeza de serie. Comenzó desde la segunda ronda batiendo a Aljaž Bedene en sets corridos, en cuartos de final venció a Jeremy Chardy por 6-4, 3-6, 6-2. En semifinales tuvo una dura batalla contra Nicolás Almagro en tres sets por 6-4, 1-6, 7-6, y ganó el torneo al imponerse al argentino Leonardo Mayer por 6-2 y 6-4 en la final. Gracias a este éxito el italiano alcanzó su posición más alta (14 °) y se llevó el tercer título de su carrera, también logra buenos resultados en Buenos Aires donde consiguió llegar hasta la final después de una semifinal bastante exigente ante Tommy Robredo ganando 3-6, 7-5, 6-3 alcanzando su séptima final ATP y en el último se enfrentó contra el especialista en arcilla y actual n.º 4 del mundo David Ferrer, donde fue derrotado por 6-4 y 6-3. Siendo esta su segunda derrota en los últimos 25 partidos jugados en arcilla. Su último torneo fue en Río de Janeiro donde perdió en cuartos de final contra el ucraniano Aleksandr Dolgopólov por un doble 6-1 en un partido muy rápido, tras haber eliminado anteriormente a Aljaz Bedene y Pablo Cuevas. Gracias a los buenos resultados de la gira latinoamericana, es el actual n.º 14 del mundo y número 1 del tenis italiano. Esto llevó el récord de Fabio en tierra batida a 19-1 desde Roland Garros 2013.
Luego jugaría los primeros Masters 1000 del año, el primero de ellos el de Indian Wells. En segunda ronda derrotó a Ryan Harrison por 5-7, 6-1 y 6-4. En tercera ronda superó a Gaël Monfils por 6-2, 3-6 y 7-5, salvando una bola de partido. En cuarta ronda fue derrotado de nuevo por Aleksandr Dolgopólov por un contundente 2-6 y 4-6. Una semana después disputó el Masters de Miami. En segunda ronda venció a Lukas Lacko por un doble 6-4. En tercera ronda venció a Roberto Bautista por 6-4, 3-6 y 6-3. Ya en cuarta ronda fue derrotado por el n.º 1 del mundo Rafael Nadal por un doble 6-2. Después de este torneo, retoma su mejor clasificación al alcanzar el puesto 13.
En la primera semana de abril en Nápoles en polvo de ladrillo, con Seppi elimina a Gran Bretaña por 3-2 en los cuartos de final de la Copa Davis 2014, con lo que Italia volverá a las semifinales del torneo desde 1998. Ganó el primer individual contra James Ward por 6-4, 2-6, 6-4, 6-1 adelantando a Italia 1-0 en la serie, al día siguiente disputa el dobles con Bolelli perdiendo contra Colin Fleming y Andy Murray en cuatro mangas. Con los británicos por delante 2-1, Fognini disputa el cuarto punto contra Andy Murray con la misión de ganar y mantener viva la serie, algo que logra obteniendo su cuatro triunfo sobre un top 10, actual campeón de Wimbledon 2013 y número 8 del mundo ganando por 6-3, 6-3 y 6-4, en lo que es considerado uno de los mejores partidos en la carrera de Fognini. Con las dos naciones empatadas, Andreas Seppi venció a Ward en sets corridos para asegurar a la Azzurra el paso a la siguiente ronda.
En el Masters de Montecarlo no puede defender la semifinal del año anterior. Después de una primera ronda exigente venció al portugués João Sousa en tres sets, contra la cual se recupera de una desventaja de un set, el de San Remo supera al español Bautista Agut en dos apretados parciales en segunda ronda, pero en tercera es eliminado por Jo-Wilfried Tsonga (noveno cabeza de serie) con un resultado de 5-7, 6-3, 6-0. En esta ocasión, el tenista italiano se convirtió en el protagonista con un lenguaje grosero, arremetiendo con frustración contra su entrenador y su padre.

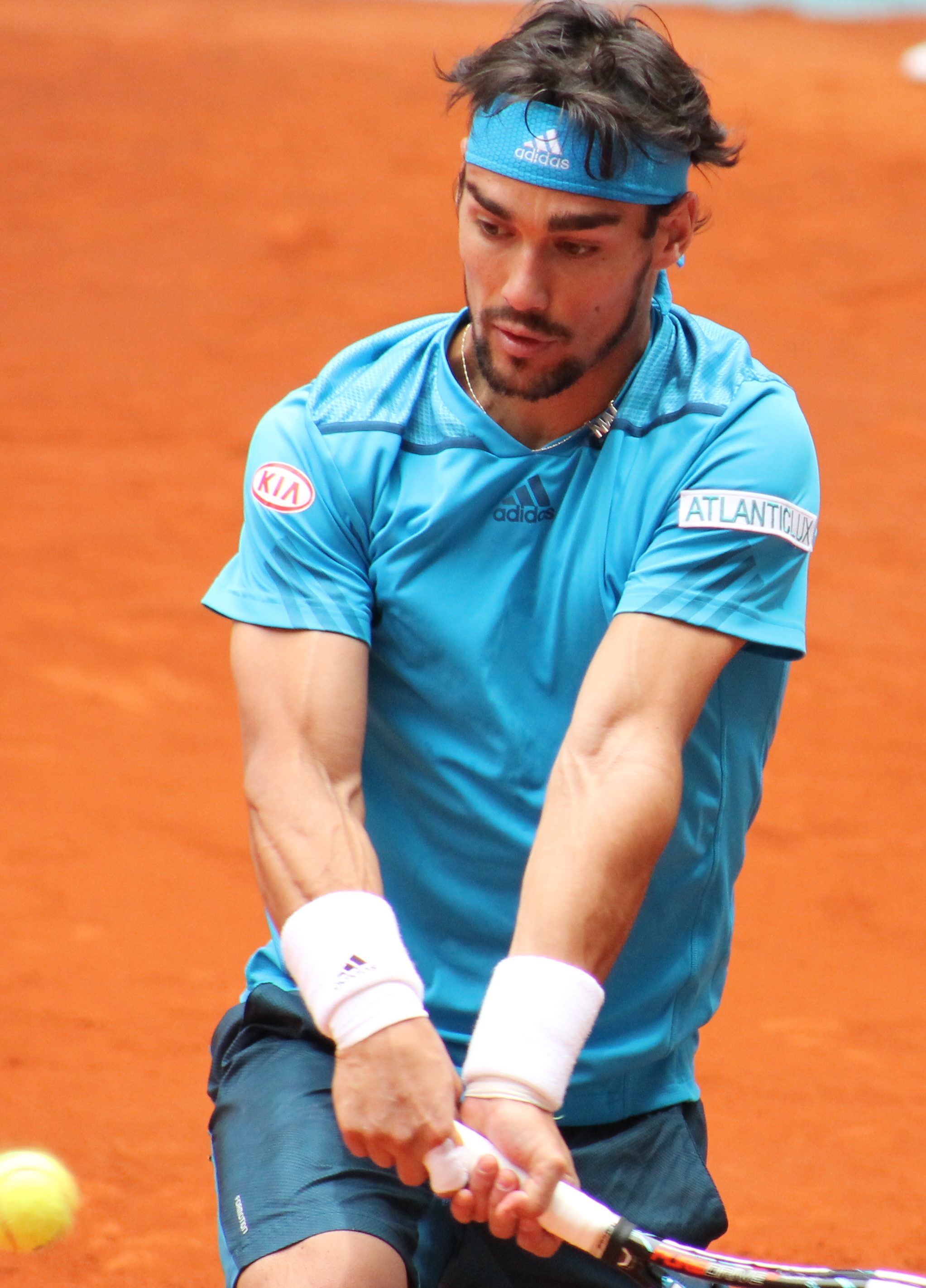
Fognini durante el Masters de Madrid 2014.

En el Torneo de Múnich eliminó a Dustin Brown, Thomaz Bellucci y en las semifinales Jan-Lennard Struff en sets corridos. En la final fue derrotado por Martin Kližan en tres mangas. Después Fognini logra superar las expectativas cayendo en la primera ronda del Masters 1000 de Madrid de nuevo frente a Alexandr Dolgopolov en tres sets, y luego cayó en primera ronda en Roma por 6-3 y 6-2 ante Lukáš Rosol. Regresó al triunfo en Roland Garros derrotando a Andreas Beck y Thomaz Bellucci en sets corridos, para ser derrotado en la tercera ronda contra Gael Monfils.

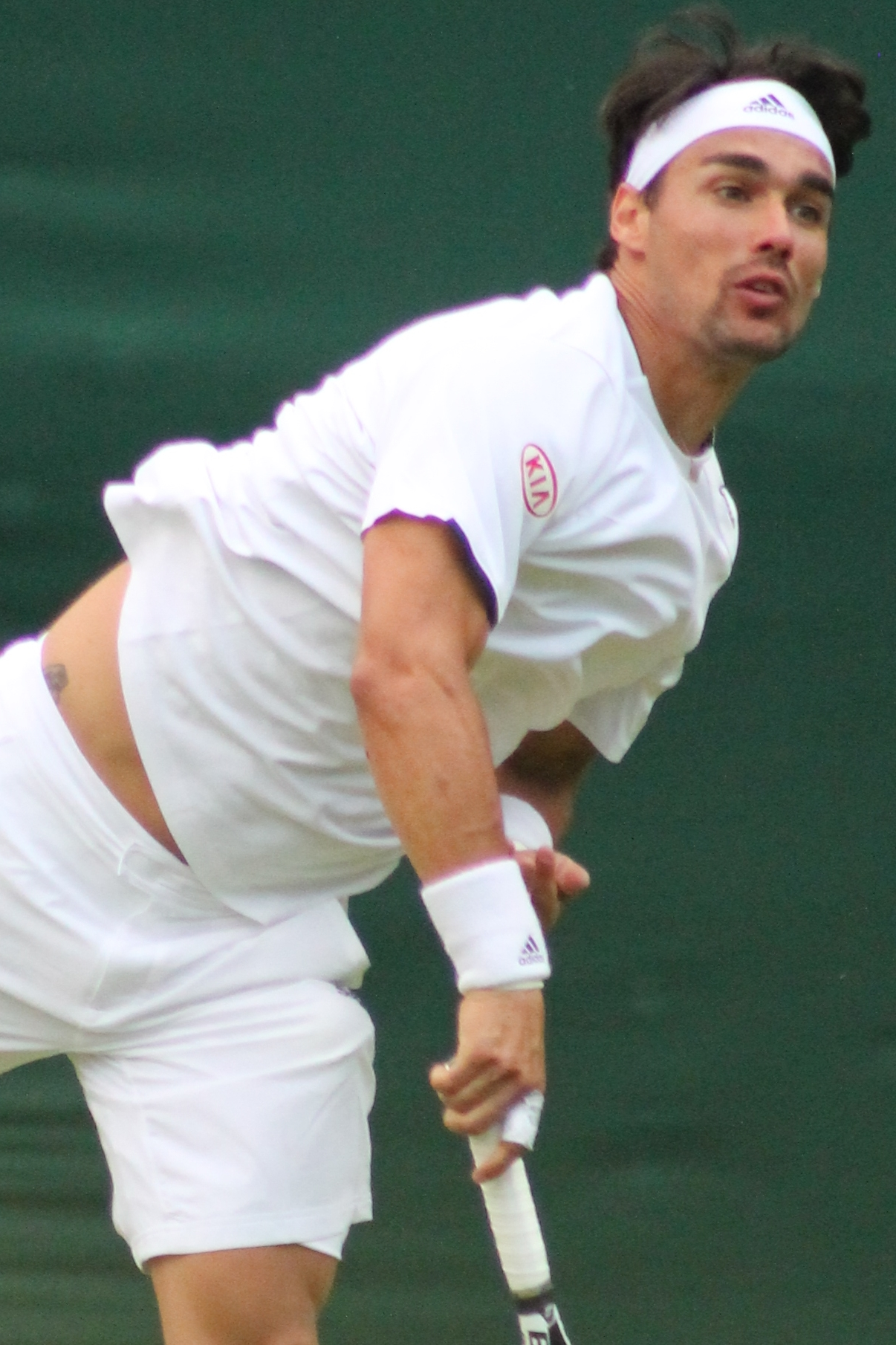
Fognini en Wimbledon 2014.

En Wimbledon venció en una dura batalla a Alex Kuznetsov por 9-7 en el quinto set por la primera ronda, en 2.ª ronda batió en cuatro sets al alemán Tim Puetz, en tercera ronda es eliminado por el cañonero sudafricano Kevin Anderson en cinco sets. Durante el Torneo de Stuttgart no puede defender el título, supera a Andrey Golubev y Santiago Giraldo para acceder a semifinales donde pierde contra Roberto Bautista. Su próximo torneo fue en Hamburgo donde eliminado en la segunda ronda contra Filip Krajinović por un contundente 6-4 y 6-0. Durante el enfrentamiento, insulto a su oponente con un insulto racista, por lo que luego se disculpó públicamente. Más tarde, durante el Torneo de Umag, eliminó a Albert Montañés y Borna Ćorić, sin embargo, no pudo defender la final del año pasado perdiendo en semifinales ante el uruguayo Cuevas.
Abre la gira de pista dura americana con una derrota en la segunda ronda del Masters de Canadá en Toronto contra Kevin Anderson. Relegándolo al puesto 21 del ranking, en el Masters 1000 de Cincinnati logró llegar por primera a los cuartos de final de un Masters 1000 sobre cemento tras batir a Édouard Roger-Vasselin, Lleyton Hewitt y Yen-Hsun Lu, sin embargo, en dicha instancia se dio por vencido sin tener que entrar al partido contra el cabeza de serie N.º 5 Milos Raonic, lo que inflige un resultado por un contundente 6-1 y 6-0. En el US Open perdió en la segunda ronda contra el francés Adrian Mannarino en sets corridos, y con esta derrota terminó la temporada de pista dura americana con 5 victorias y 3 derrotas.
Del 12 al 14 de septiembre participa en las semifinales de la Copa Davis contra la Suiza de Roger Federer y Stanislas Wawrinka en Ginebra sobre pista dura. Durante el primer día perdió contra Wawrinka por un claro 6-2, 6-4 y 6-2. Al día siguiente, ganó el dobles con Simone Bolelli contra Wawrinka y Marco Chiudinelli en cinco mangas. En el tercer y último día perdió contra Roger Federer en tres sets, enviando a Suiza a las semifinales. Tras la derrota en la Davis participa en el Torneo de Pekín donde es derrotado en la primera ronda por 6-3 y 6-3 ante Ernests Gulbis. La gira asiática termina con el Masters 1000 de Shanghái donde perdió en la primera ronda con el número 553 en el mundo Chuhan Wang por 7-6 y 6-4. Como dato Wang jugaba su primer partido oficial ATP, ganando en sets corridos esta se convirtió en la peor derrota en la carrera de Fognini.
El 2014 de Fognini continúa en la Kremlin Cup en Moscú perdiendo a las primeras de cambio contra Mijaíl Kukushkin por un contundente 6-4 y 6-2. Después de 6 derrotas consecutivas, regresa a la victoria en la primera ronda del ATP 500 de Valencia superando a Albert Ramos en sets corridos; en el torneo español cae en la segunda ronda ante Andy Murray por un claro 6-2, 6-4. Después de Valencia, Fognini participa en el Masters 1000 de París Bercy, que avanza automáticamente a la segunda ronda para perder ante el clasificado Lucas Pouille por doble 7-6.
Termina la temporada en el vigésimo lugar del Ranking ATP.

### 2015: 200 victorias como profesional y tres victorias sobre Nadal
Fognini comenzó su temporada con la Copa Hopman. Italia no pudo llegar a la final, terminando en la parte inferior de su grupo, por su parte Fognini tuvo dos derrotas en individuales y dobles. La semana siguiente, jugó en el ATP 250 de Sídney como primer cabeza de serie, pero tuvo la mala suerte de enfrentarse a Juan Martín del Potro, quién regresaba de una lesión en la muñeca tras once meses sin jugar, en su primer partido. Perdió en tres sets.
En el Abierto de Australia es derrotado por el colombiano Alejandro González en cuatro mangas. Sin embargo, en el dobles masculino obtuvo un resultado histórico emparejado con Simone Bolelli, derrotando en la final por 6-4 6-4 a la pareja francesa de Nicolas Mahut y Pierre-Hugues Herbert. Este es el primer título de Grand Slam conquistado por una pareja italiana en la Era Abierta, así como el primero después de Roland Garros 1959, conquistado por Nicola Pietrangeli y Orlando Sirola. Gracias a esta victoria, Fognini alcanzó su mejor clasificación ubicándose en la 18.ª posición.
En el torneo brasileño de San Pablo es el preclasificado número tres: en segunda ronda vence con dificultades a Diego Schwartzman por 6-3, 1-6, 6-2. En cuartos de final es derrotado por Santiago Giraldo por 7-6 y 7-5, después de eso en el segundo set, sirvió para llevar el partido al tercero. Brilla en el ATP 500 de Río de Janeiro alcanzando su novena final ATP y la n.º 145 para el tenis italiano, superando sucesivamente a Jiří Veselý por 1-6, 7-6, 6-1, a Pablo Andújar por 6-3 y 6-2, y a Federico Delbonis por 6-4, 6-7, 7-6. En las semifinales, y luego de cuatro derrotas en igual cantidad de precedentes, venció por primera vez en su carrera a Rafael Nadal, número tres del mundo, con un marcador de 1-6, 6-2, 7-5, y obtuvo además la quinta victoria de su carrera contra un Top 10. En la final, cae por octava vez consecutiva ante David Ferrer con un claro 6-2, 6-3. En el ATP 250 de Buenos Aires, donde fue clasificado número n.º 4, en su partido debut solo acumuló tres juegos contra Carlos Berlocq y cayó por un contundente 6-3 y 6-0.
En la primera semana de marzo, sobre el cemento del Centro Nacional de Tenis en Astaná, Italia es eliminada por 3-2 contra Kazajistán en la primera ronda del Grupo Mundial de la Copa Davis. Con los dos equipos empatados después del primer día, Fognini y Simone Bolelli jugaron el dobles y lo ganaron en cuatro mangas a la pareja formada por Andrey Golubev y Aleksandr Nedoviesov. Con los italianos 2-1 por delante, Seppi pierde el individual contra Kukushkin y en el partido decisivo, Fognini es derrotado por Nedoviesov en cinco sets.
En el primer torneo Masters 1000 de la temporada, el Masters de Indian Wells, fue eliminado por sorpresa en la segunda ronda por Adrian Mannarino por 3-6, 6-7; en el torneo de dobles, hace final con Simone Bolelli cayendo contra Vasek Pospisil y Jack Sock. En Miami pierde nuevamente en su debut, a manos del estadounidense Jack Sock por 7-6, 6-1.
Comienza la gira de tierra batida europea en el Masters de Montecarlo, en 1R derrota con suma facilidad a Jerzy Janowicz por 6-3, 6-1, en la segunda ronda es derrotado por el número 10 del mundo Grigor Dimitrov por 6-4, 6-3; por otro lado, continúa teniendo un buen desempeño en dobles, llegando a la final con Simone Bolelli, cayendo solo contra los hermanos Bryan en el último acto. En el ATP 500 de Barcelona donde nunca había ido más allá de la primera ronda, llegó a los cuartos de final. En su debut, vence al clasificado Andréi Rubliov en tres sets. En la ronda de 16 derrotó a Rafael Nadal por segunda vez consecutiva por parciales de 6-4, 7-6(6), obteniendo su sexta victoria en su carrera contra un top 10 y convirtiéndose en uno de los siete jugadores que ha vencido al campeón español más de una vez en arcilla, finalmente cede ante Pablo Andújar en sets corridos. En el ATP 250 de Múnich defendía final, perdió en la segunda ronda contra el austríaco Dominic Thiem por un contundente 6-3 y 6-0. Ya en su octava participación en el Masters de Roma, alcanzó por primera vez la tercera ronda, superando al estadounidense Steve Johnson (7-6, 6-3) y Grigor Dimitrov (7-6, 4-6, 6-0). Su verdugo fue Tomáš Berdych, siendo derrotado en el desempate del set decisivo por 3-6, 6-3, 6-7.

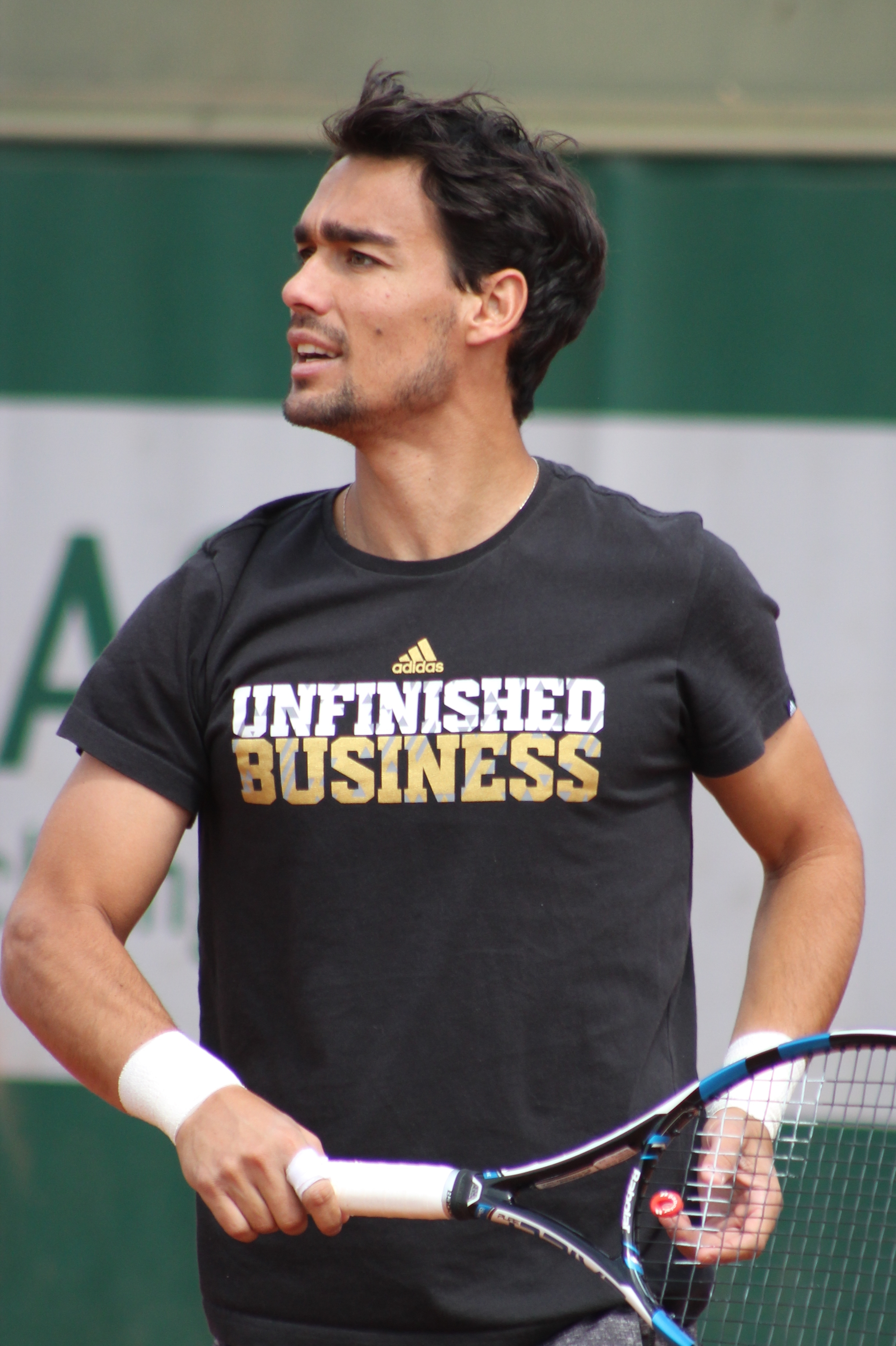
Fognini entrenando previo a Roland Garros 2015.

En Roland Garros Fabio vence al japonés Tatsuma Ito por 6-3, 6-3 y 6-2 primera ronda, pero perdió en segunda ronda ante el local Benoît Paire por 6-1, 6-3 y 7-5 en un partido que no jugó en las mejores condiciones debido a la intoxicación alimentaria; en el dobles, juega un excelente torneo, siempre con Simone Bolelli del mismo lado de la cancha, y luego son vencidos por los hermanos Bryan en semis.
En Wimbledon vence en la primera ronda a Tim Smyczek en sets corridos y es eliminado en la próxima ronda por Vasek Pospisil en cuatro sets.
En el ATP 250 de Umag, llega a los cuartos de final tras vencer a Jiří Veselý y a Damir Džumhur. Es eliminado por Joao Sousa en tres mangas por 6-2, 3-6, 7-6 después de tener un punto de partido. Luego juega el ATP 500 de Hamburgo, Fognini llega a la quinta final de carrera, y la n.º 147 para el tenis italiano, donde solo es vencido por el N.º 10 del mundo Rafael Nadal y en un duro partido de dos horas y media pierde por doble 7-5. En su camino a la final, Fognini había derrotado sucesivamente a Jeremy Chardy, Albert Ramos, Aljaz Bedene y al clasificado Lucas Pouille en semifinales. En el ATP 250 de Kitzbühel, sale en cuartos de final tras perder ante Philipp Kohlschreiber, antes había derrotado en su debut al local Dennis Novak.
En los dos Masters 1000, del verano estadounidense es eliminado en la primera ronda, respectivamente, por Gael Monfils en el Masters de Montreal y del Thanasi Kokkinakis en el Masters de Cincinnati.
En el US Open pasa sus dos primeras rondas ganándole a Steve Johnson en cuatro sets y a Pablo Cuevas en tres sets muy ajustados y para avanzar a la tercera ronda donde causó la sorpresa del torneo, derrotando al ocho del mundo Rafael Nadal en cinco sets, regresando de una desventaja de dos sets, y una ruptura en el tercer y cuarto juego, gracias a 70 tiros ganadores, Fognini terminó venciendo a Nadal por 3-6, 4-6, 6-4, 6-3 y 6-4 en tres horas 46 minutos, como dato el partido terminó a la 1:30 a. m., hora estadounidense. Antes de eso, en los torneos de Grand Slam, el español nunca había perdido en las 151 ocasiones en las que se había encontrado en la delantera por dos sets a cero. Para Fognini es la primera victoria sobre Nadal en cemento, y la séptima victoria en su carrera contra un Top 10 (la primera en Hard). Además se convirtió en el tercer jugador en poder vencer a Nadal por lo menos tres veces en el mismo año junto a Roger Federer y Novak Djokovic. Sin embargo, Fognini cae en octavos de final ante Feliciano López en sets corridos por un puntaje de 6-3, 7-6, 6-1 acusando el desgaste del partido con Nadal.
Del 18 al 20 de septiembre jugó la Repesca del Grupo Mundial de la Copa Davis en el cemento del Baikal-Arena de Irkutsk contra Rusia. Durante el primer día venció a Andréi Rubliov en tres sets. Al día siguiente ganó el dobles con Simone Bolelli contra la pareja formada por Yevgueni Donskoi y Konstantin Kravchuk en cuatro mangas. En el tercer y último día, con Italia liderando 2-1, ganó su individual contra Teimuraz Gabashvili en sets corridos, siendo el héroe de la serie.
En el ATP 500 de Pekín, llega por primera vez a las semifinales sobre cemento. En la primera ronda derrota a Martin Klizan, en la segunda ronda al belga David Goffin y en los cuartos a Pablo Cuevas. Es eliminado por el n.º 8 del mundo Rafael Nadal quien lo supera en dos sets, con un marcador de 7-5 y 6-3. En el Masters 1000 de Shanghái es eliminado en la segunda ronda después de su victoria sobre Joao Sousa. Es eliminado por el n.º 10 del mundo Kevin Anderson, por 6-3 y 7-6. En el ATP 500 de Viena, donde es clasificado n.º 8, derrota al francés Paul-Henri Mathieu y al checo Radek Štěpánek, antes ser vencido en cuartos de final por David Ferrer, siendo la novena victoria del español contra Fognini en igual cantidad de encuentros. En el ATP 500 de Valencia sale en la segunda ronda a manos del clasificado Mischa Zverev.
En su último torneo de la temporada, el Masters 1000 de París-Berçy, siendo eliminado por Bernard Tomic en primera ronda.
Fognini cierra la temporada en la casilla número 21 del ranking ATP de individuales.
Gracias a los buenos resultados obtenidos durante todo el año, clasifica al torneo de maestros en modalidad de dobles como el quinto par de 2015; durante el Round Robin Bolelli y Fognini son derrotados en el partido que abrió el torneo por Jamie Murray y John Peers (6-7, 6-3, 6-11 el superdesempate), y luego sufren una segunda derrota contra los hermanos Bryan por un contundente 6-2 y 6-3 y luego dos derrotas en dos partidos, logran ganar el último contra Rohan Bopanna y Florin Mergea por 6-4, 1-6 y 10-5 en el superdesempate. Incluso si no fue más allá de la ronda de clasificación, la participación de la pareja italiana representa la primera presencia de un doble italiano en este evento.

### 2016: Cuarto título ATP
Comienza la temporada 2016 en Auckland, después de las victorias iniciales contra João Sousa (6-4, 2-6, 7-6) y Thiemo de Bakker (6-1, 6-1), perdió en los cuartos de final contra el francés Jo-Wilfried Tsonga por 7-5 y 7-64. A la semana siguiente juega el Abierto de Australia, perdiendo en primera ronda contra Gilles Müller por 7-66, 7-67, 56-7 y 7-61.
En febrero juega la gira de tierra batida latinoamericana, comienza con el Torneo de Buenos Aires perdiendo en primera ronda contra Federico Delbonis por 7-64, 4-6 y 4-6. Su próximo torneo fue en Río de Janeiro donde se retiraría en la segunda ronda en su partido contra Daniel Gimeno tras ir ganando por 6-4 y 1-3, acusando dolores abdominales. La lesión es grave y lo obliga a renunciar a la temporada de cemento estadounidense.
Regresó un mes después en abril en condiciones precarias para el Masters de Montecarlo donde caería ante Paolo Lorenzi en la primera ronda por 2-6, 6-0, 6-1. A la semana siguiente juega en el Torneo Conde de Godó, vencería a Mijaíl Yuzhny (3-6, 6-0, 6-1) y Viktor Troicki (6-3, 6-2), antes de caer en cuartos de final ante Rafael Nadal por 6-2, 7-61, quien ganaría el torneo.
Comienza mayo jugando Múnich, vencería a Maximilian Marterer (6-3, 6-1), Mijaíl Kukushkin (6-3, 7-5) y a Jozef Kovalík (6-2, 3-6, 7-5) todos en sets corridos para llegar a la semifinal del torneo donde caería ante el eventual ganador Philipp Kohlschreiber por 6-1, 6-4. Después juega el Masters de Madrid y elimina al australiano Bernard Tomic por 6-2 y 6-4 antes de caer ante el 6° del mundo Kei Nishikori en un gran partido del italiano por 6-2, 3-6, 7-5, estando a punto de dar el batacazo tras ir 5-3 arriba en el tercer set. Después tendría salidas tempranas en Roma siendo eliminado por Guillermo García López por 6-1 y 7-62 y en Niza cayó ante el estadounidense Donald Young por 4-6, 6-3, 6-3.
En Roland Garros es el cabeza de serie 32, pero aun así perdió en la primera ronda ante Marcel Granollers por 7-5, 6-4 y 6-3.
Después del torneo parisino, se toma un mes de descanso, para casarse con su esposa Flavia Pennetta. Regreso en Wimbledon, donde vence en primera ronda al argentino Federico Delbonis por 6-4, 1-6, 6-7, 6-2 y 6-3. En la segunda ronda se enfrenta al cabeza de serie 22 Feliciano López, siendo derrotado en cinco sets por 6-3, 7-6, 3-6, 3-6 y 3-6 después de ganar los dos primeros.
A mediados de julio disputó los Cuartos de final de la Copa Davis contra Argentina en Italia sobre Polvo de ladrillo, disputó tres puntos el primero contra Juan Mónaco por doble 6-1 y 7-5, el segundo fue en dobles junto a Paolo Lorenzi cayeron ante Juan Martín del Potro y Guido Pella por 1-6, 6-7, 6-3, 6-3 y 4-6. Y el tercero ante Federico Delbonis siendo derrotado nuevamente por 4-6, 5-7, 6-3 y 5-7 siendo este el cuarto y definitivo punto que le dio a Argentina la clasificación a semis por 3-1. Volvió a ganar un torneo ATP el 24 de julio en Umag venciendo en la final al eslovaco Andrej Martin por 6-4 y 6-1. Su siguiente torneo fue el Masters 1000 de Canadá, perdió 3-6, 6-3 y 3-6 en la segunda ronda contra Jared Donaldson. Por segunda vez participa en unos Juegos Olímpicos en Río, en las dos primeras rondas supera a Víctor Estrella (2-6, 7-6, 6-0) y Benoît Paire (4-6, 6-4, 7-6) en tres sets, en tercera ronda cayó ante el número 2 del mundo Andy Murray por 1-6, 6-2 y 3-6, quien ganaría el torneo.

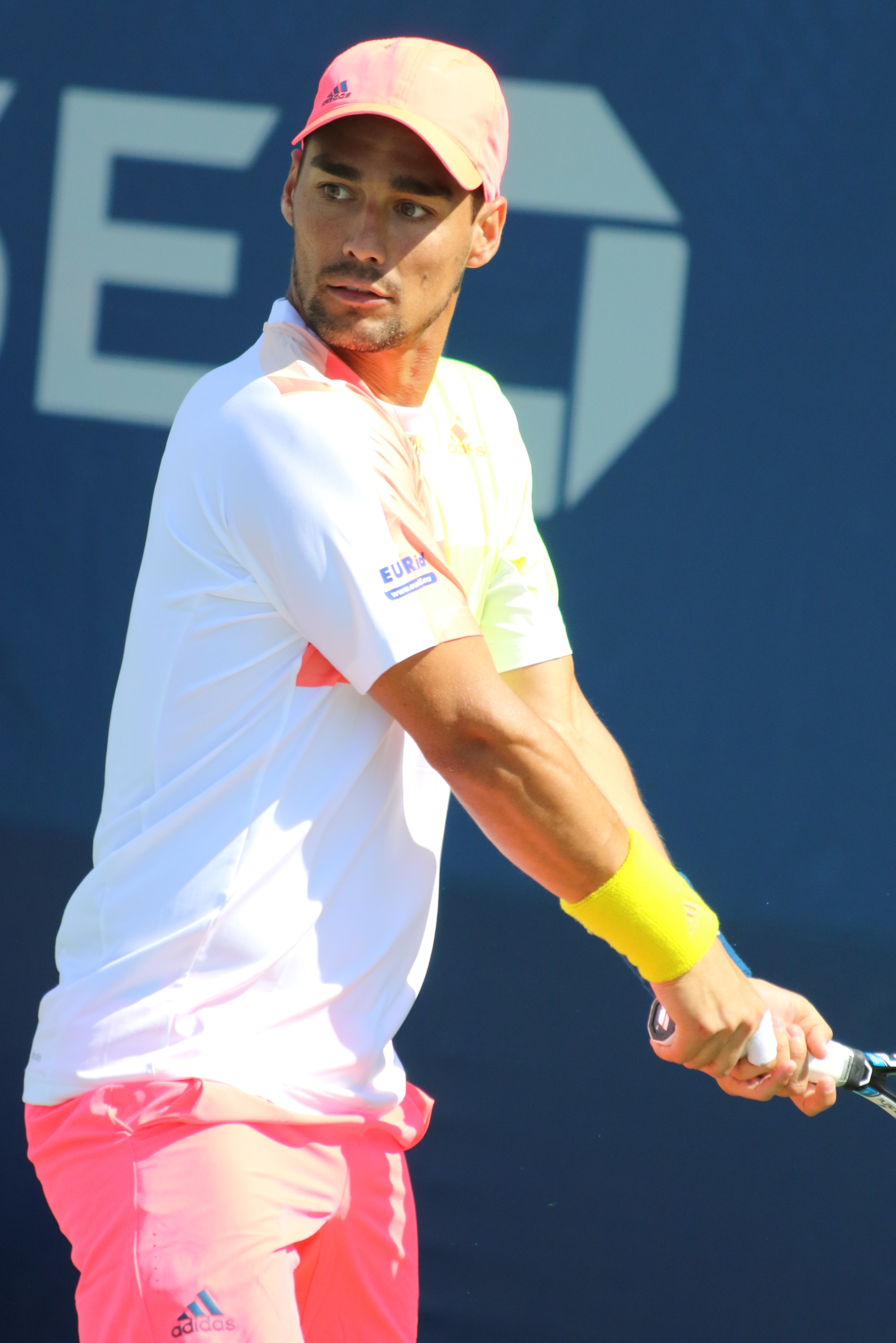
Fognini en el US Open 2016.

Su próximo torneo fue el Masters de Cincinnati donde pierde en la primera ronda contra el ídolo local John Isner por 6-2, 6-3. En el US Open supera la primera ronda logrando una remontada ante Teimuraz Gabashvili por 6-7, 3-6, 7-6, 7-5 y 6-4, en segunda ronda es derrotado por el español David Ferrer por 0-6, 6-4, 7-5, 1-6, 4-6 en otra batalla a cinco sets. Comienza la Gira asiática en Shenzhen comienza desde la primera ronda venciendo a Dudi Sela por 6-4, 6-1 para caer en segunda ronda contra Mischa Zverev por 7-6, 6-4. Junto con el sueco Robert Lindstedt ganaron el torneo en dobles venciendo en la final a Oliver Marach y Fabrice Martin por 7-6, 6-3. En el ATP 500 de Pekín, derrota a Viktor Troicki por 2-6, 6-2 y 7-5 en la primera ronda, pero pierde otra vez contra Ferrer en segunda ronda, esta vez por 3-6, 4-6. Finaliza la gira en el Masters de Shanghái, supera en primera ronda al número 27 Albert Ramos por 7-5 y 6-3, pero en segunda ronda es eliminado por el número 1 del mundo Novak Djokovic por doble 6-3.
El 22 de octubre llegó a la final en Moscú tras vencer en la primera ronda al lituano Ricardas Berankis por doble 6-2, en segunda ronda al italiano Paolo Lorenzi por 7-5, 4-6, 6-1, en cuartos de final al español Albert Ramos por doble 6-2 y en las semifinales a Philipp Kohlschreiber por 6-1 y 7-62 llegando a la final con un gran nivel de tenis. En la final perdió contra Pablo Carreño por 6-4, 3-6 y 2-6, quien unos días después lo derrotaría por doble 6-2 en la primera ronda de Viena.
Cierra el año a principios de noviembre en el Masters 1.000 de París Bercy perdiendo por tercera vez consecutiva contra Carreño, ahora por 6-3 y 6-1 en primera ronda. Ese mismo mes anuncia su separación del técnico José Perlas y contrata al entrenador Franco Davin, extenista argentino que dirigió Gastón Gaudio ganador de Roland Garros 2004 y especialmente teniendo en cuenta el haber entrenado a Juan Martín del Potro, ganador del US Open 2009 y cuarto lugar en el ranking ATP. La temporada negativa, en la que también se detuvo debido a una lesión y el matrimonio, terminó en el puesto 49 en el ranking ATP.

### 2017: Quinto título ATP y suspensión
Su temporada comienza en Sídney, donde perdió en dos sets en la primera ronda ante Kohlschreiber por doble 6-4. En el Abierto de Australia vence a Feliciano López en sets corridos en la primera ronda y cae en la segunda ronda ante Benoît Paire por un estrecho 7-6, 4-6, 6-3, 3-6 y 6-3.
Comenzó febrero jugando los Octavos de final de la Copa Davis contra Argentina, jugó 2 partidos el primero el dobles junto con Simone Bolelli perdiéndolo en cinco sets y el segundo en el quinto punto que le dio el triunfo a Italia al vencer a Guido Pella después de ir dos sets abajo para ganar con un marcador de 2-6, 4-6, 6-3, 6-4 y 6-2. Luego queda eliminado en primera ronda en el Torneo de Buenos Aires al caer ante Tommy Robredo por 6-4, 6-3 a quién vencería a días después en Río de Janeiro por 6-4 y 6-3 en la primera ronda, después caería en la 2.ª ronda ante Albert Ramos por 6-2 y 6-3. Luego cayó en la tercera ronda del ATP 250 de Sao Paulo contra Pablo Carreño Busta por 6-0 y 7-6, después de eliminar a sus compatriotas Marco Cecchinato y Alessandro Giannessi en las dos primeras rondas.
Comienza la temporada de pista dura en Indian Wells vence en primera ronda al ruso Konstantin Kravchuk por 0-6, 7-5, 6-4 tras venir de un rosco en el primer set, en segunda ronda logra eliminar al número 7 del mundo, el francés Jo-Wilfried Tsonga por 7-6, 3-6, 6-4; En la 3.ª ronda es derrotado por el uruguayo Pablo Cuevas por un contundente 6-1 y 6-4. En el Masters de Miami logra llegar a las semifinales, derrotó al estadounidense Ryan Harrison por 6-4, 7-5 en primera ronda, después al 30° cabeza de serie portugués João Sousa por 7-6, 2-6 y 6-3 en segunda ronda, al francés Jeremy Chardy por 3-6, 6-4 y 6-4 en tercera ronda y al otro estadounidense Donald Young por 6-0 y 6-4 en cuarta ronda. En cuartos logra una hazaña y elimina al cabeza de serie número 2 y número 4 en el ranking Kei Nishikori, sin embargo, el japonés estuvo luchando con un problema de rodilla, cayendo por 6-4 y 6-2. Fognini se convirtió en el primer italiano en llegar a las semifinales del Masters 1000 en Miami e iguala su mejor resultado en Masters 1000 al igualar la semis de Montecarlo 2013 en la arcilla monegasca, en semifinales Nadal le niega le final, quien se aprovecha de los demasiados errores no forzados del tenista de San Remo y lo derrota por 6-1 y 7-5. Estos resultados le permiten subir al puesto 28 en el ranking de la ATP, de vuelta en el Top 30 después de 11 meses y una vez más convertirse en el primer italiano en la clasificación.
Renuncia a jugar Cuartos de final de la Copa Davis contra Bélgica, su país perdería esa serie, él se ausentó por problemas en la muñeca. Debutó en la gira de tierra batida europea en el Masters 1000 de Montecarlo donde fue eliminado en la primera ronda por 6-7, 7-6, 3-6 por el español Pablo Carreño, que había ganado los cuatro precedentes y que acababa de ingresar por primera vez en su carrera dentro de los 20 mejores. Fognini jugó un gran partido, pero de nuevo se comprometió con demasiados errores no forzados. Después jugó en Budapest como tercer cabeza de serie, y luego de pasar directamente a la segunda ronda, es derrotado por el ruso Andrey Kuznetsov por 3-6, 6-3 y 6-7. La próxima semana, como cabeza de serie número 4 juega en Múnich, donde defendía su semifinal del año anterior, pero es derrotado por el clasificado Guido Pella por un contundente 6-3 y 6-2 en la segunda ronda. En Madrid supera en primera ronda al portugués João Sousa por doble 6-4 y en la segunda ronda se enfrenta a Rafael Nadal, recién llegado de triunfos en Montecarlo y Barcelona. En una pérdida de varias posibilidades de ganar el primer set ganado fácilmente el segundo y perdiendo la tercera manga con un resultado de 6-7, 6-3 y 4-6 en casi tres horas de partido. Nadal también ganó este torneo más tarde sin perder más sets. En Roma, después de pasar el joven Will Card en primera ronda Matteo Berrettini por un fácil 6-1 y 6-3, se encuentra en la segunda ronda al número uno del mundo y defensor del título Andy Murray. Fognini confirma sus excelentes actuaciones en Madrid y abruma el escocés con un marcador de 6-2 y 6-4, jugando un partido prácticamente perfecto. Perdió el siguiente partido de tercera ronda ante Alexander Zverev (Campeón del torneo) por doble 6-3 en un partido en el que se le vio a Fognini muy nervioso.
En Roland Garros comienza con una victoria por 6-4, 6-3, 3-6, 1-6, 6-3 contra Frances Tiafoe en la primera ronda, en la segundo ronda saca lo mejor de sí para vencer a Andreas Seppi por 6-4, 7-5 y 6-3 en la siguiente ronda contra Stan Wawrinka, después de un primer set muy peleado el suizo vence en el Tie-break por 7-2, luego cae en los dos siguientes sets por un contundente 6-0, 6-2.
Un mes después vuelve para jugar en Wimbledon, debuta superando por 6-1, 6-3, 6-3 a Dmitry Tursunov en primera ronda y luego en la segunda a Jiří Veselý por 7-63, 6-4 y 6-2. En la tercera ronda, es derrotado por Andy Murray por 2-6, 6-4, 1-6, 5-7, después de desperdiciar cinco puntos de set en el cuarto set. De vuelta en el campo en Umag cae en cuartos de final contra el eventual campeón Andréi Rubliov por 6-7, 6-2 y 7-6. En Gstaad, como cuarto cabeza de serie, avanza automáticamente a segunda ronda, donde vence al clasificado Norbert Gombos por 1-6, 6-4, 6-3, en los cuartos vence a Ernests Gulbis por 6-3, 3-6, 6-3, en semifinal N°18 de su carrera ATP, vence a Roberto Bautista Agut por 5-7, 6-2 y 6-3. Alcanza así su decimotercera final en su carrera y vence a Yannick Hanfmann por 6-4, 7-5, ganando su quinto título ATP. Concluye la temporada de tierra en Kitzbühel donde, después de vencer a Zekić (6-4, 6-4) y Bellucci (6-3, 6-1), es derrotado en las semifinales por Philipp Kohlschreiber por 7-5 y 6-3.
Inicia la gira de cemento estadounidense en Cincinnati, vence en la primera ronda a Daniil Medvédev (7-6, 6-4) y es vencido en el segundo por el n.º 8 del mundo Dominic Thiem por un contundente 6-3, 6-2. Luego es eliminado en la primera ronda del US Open por su compatriota Stefano Travaglia con un marcador de 4-6, 6-7, 6-3 y 0-6. Durante el partido, Fognini se deja llevar por insultos machistas contra la jueza de la silla, la sueca Louise Engzell. Es multado con $ 24.000 dólares por conducta antideportiva y después de unos días, debido a la obscenidad, es expulsado del torneo también en dobles, donde había pasado dos rondas con Simone Bolelli, y privado del dinero ganado en premios (unos $ 72.000 dólares). Después Fognini se disculpó públicamente por el incidente.
El 11 de octubre, La ATP suspendió provisionalmente a Fognini por dos Grand Slam y lo multó con $ 96,000 dólares estadounidenses por una ofensa mayor de comportamiento agravado. La multa se reducirá a la mitad y la prohibición de dos Grand Slam se levantará si se mantiene un buen comportamiento hasta 2019.
Regresa al circuito en San Petersburgo, llega fácilmente a las semifinales y ahí vence al número 13 Roberto Bautista Agut por 2-6, 7-6 y 7-6, después perdería la final contra el Nº55 del mundo Damir Dzumhur por 6-3, 4-6 y 2-6. Comienza la Gira asiática en Pekín, perdería en la segunda ronda contra la revelación del año Alexander Zverev por 6-4 y 6-2, 4° en el Ranking ATP en ese entonces. En el Masters 1000 de Shanghái ganó la primera ronda en tres sets contra Fernando Verdasco (2-6, 6-4, 6-2), en 2.ª al número 24 mundial Lucas Pouille por 7-6, 6-3 y perdió en tercera ronda contra el número uno Rafael Nadal por un contundente 6-3 y 6-1. Inmediatamente después de participar en Estocolmo y en cuartos vence a Jack Sock por 6-7, 7-6 y 7-5 y luego cae en las semifinales contra el n.º 8 del mundo Grigor Dimitrov por 6-3 y 7-6. Cierra la temporada en el puesto 27° en el ranking individual y 96° en dobles.

### 2018: 6°, 7° y 8° título ATP
Su primer torneo de la temporada 2018 fue en Sídney Fognini se acredita como el cuarto cabeza de serie y por ende comienza en la segunda ronda; donde gana por primera vez en su carrera a Aleksandr Dolgopolov por 3-6, 6-3 y 6-4, que lo había superado en los otros 5 partidos anteriores, en cuartos de final derrota a Adrian Mannarino en una batalla de dos horas y cuarto por 6-7, 7-6, 6-2 y en las semifinales cae ante el ruso Daniil Medvédev después de estar un set arriba y 3-1 en el segundo, por un marcador de 6-2, 4-6, 1-6. En el Abierto de Australia comenzó como cabeza de serie 25 y gana sus dos primeras rondas contra Horacio Zeballos (6-4, 6-4, 7-5) y a Yevgueni Donskoi (2-6, 6-3, 6-4, 6-1), en tercera ronda se impone al francés Julien Benneteau por 3-6, 6-2, 6-1, 4-6, 6-3 alcanzando la segunda ronda en Melbourne después de 4 años; Tomáš Berdych termina su torneo al vencerlo 6-1, 6-4, 6-4 en octavos de final. Unos días más tarde disputa los Octavos de final de la Copa Davis representando a su país contra Japón en Morioka sobre superficie dura, juega 3 partidos y gana los tres, el primero ante Taro Daniel ganando en cinco sets por 6-4, 3-6, 4-6, 6-3 y 6-2, el dobles lo ganó junto a Simone Bolelli y el tercer punto que disputó fue el que le dio la clasificación a Italia ganándole a Yuichi Sugita en cinco sets por 3-6, 6-1, 3-6, 7-66 y 7-5 en el cuarto y definitivo punto.
Comenzó la gira de tierra batida sudamericana en Buenos Aires, debuta en segunda ronda por ser cabeza de serie cayendo por doble 6-3 ante Leonardo Mayer, que siempre lo había derrotado en los tres partidos anteriores. Después juega el ATP 500 Río de Janeiro y en primera ronda derrota al local Thomaz Bellucci después de casi tres horas de juego por 6-7, 7-5 y 6-2, salvando un punto de partido en la segunda ronda vence contra Tennys Sandgren en otros tres sets por 4-6, 6-4, 7-66. Luego vence a Aljaž Bedene después de 2 horas y 33 minutos de juego por un marcador de 6-7, 6-3, 6-1. Perdió en la semifinales contra Fernando Verdasco por 6-1, 7-5 acusando el desgaste de los partidos anteriores. Estos resultados le permiten regresar al Top 20. Su último torneo en Sudamérica fue en el ATP 250 de Sao Paulo, siendo cabeza de serie N.º 2, en la segunda ronda bate al portugués Joao Domingues por 7-5, 6-1 y en cuartos al español Guillermo García por 6-4, 6-2, alcanzando las semifinales por tercer año consecutivo, derrota al campeón saliente Pablo Cuevas en dos sets por 6-4, 6-2. El 4 de marzo gana la final al chileno Nicolás Jarry por 1-6, 6-1 y 6-4, convirtiéndose en el primer italiano en triunfar en Brasil y ganando el sexto título ATP en la carrera, ganando todos sus títulos sobre polvo de ladrillo.
El buen comienzo de la temporada se ve interrumpido en el cemento estadounidense en Indian Wells y Miami, 
pasa directamente a segunda ronda por ser cabeza de serie. Aunque en Indian Wells fue eliminado en tres sets por 4-6, 7-6 y 6-4 ante Jeremy Chardy, alcanzó la posición 18 en el ranking mundial. En Miami, defendía semifinal del año anterior, perdió en tercera ronda por doble 6-3 ante Nick Kyrgios. En Cuartos de final de la Copa Davis jugó contra Francia en Génova, juega tres puntos el primero ante Jeremy Chardy y se venga ganando por 66-7, 6-2, 6-2, 6-3, luego el dobles junto con Simone Bolelli perdieron en sets corridos y su último partido otro individual contra Lucas Pouille cayendo nuevamente en cuatro sets por 6-2, 1-6, 36-7 y 3-6, terminando con la eliminación italiana.
Comenzó la gira de tierra batida europea en el Masters 1000 de Montecarlo, gana en primera ronda a Ilia Ivashka (6-4, 7-5) y en segunda pierde por 4-6 y 2-6 contra Jan-Lennard Struff. En la arcilla monegasca encuentra buenos resultados en el dobles con Simone Bolelli Luego de haber eliminado en la segunda ronda a los cabezas de serie N°1, Lukasz Kubot y Marcelo Melo, los italianos perdieron por 6-4, 3-6 y 7-10 en la semifinal contra los hermanos Bryan, que ganaron el torneo. La gira europea sobre polvo de ladrillo sigue mal para Fognini con una eliminación en primera ronda en Múnich cayendo en tres sets ante su compatriota Marco Cecchinato por 7-5, 3-6 y 2-6, Fognini había ganado los dos partidos anteriores (en igual número de partidos) y recién había ganado su primer título ATP.
Comienza mayo jugando en el Masters de Madrid cae en el primer partido, siendo derrotado por segunda vez esta temporada por Leonardo Mayer por 6-3 y 6-4. Por fin logra buenos resultados en el Masters de Roma en su natal Italia, en la primera ronda venció por 6-3 y 6-1 al número 39 de la ATP Gael Monfils, con la que tuvo un rendimiento de 3 victorias y 4 derrotas en la gira de tierra batida europea, además logrando 300 victorias como profesional. Después logra dar el batacazo del torneo al derrotar en segunda ronda al número 8 del Ranking ATP, Dominic Thiem por 6-4, 1-6 y 6-3, que había vencido de manera contundente (7-5 y 6-3) controlando en los cuartos de final en Madrid a Rafael Nadal en dos sets, rompiendo la racha de 21 partidos ganados en arcilla y 50 sets consecutivamente ganados en tierra batida. En la tercera ronda derrotó a Peter Gojowczyk por doble 6-4 y por primera vez alcanzó los cuartos de final en el torneo romano, donde se enfrenta al cabeza de serie número uno Rafa Nadal. El español tiene una cómoda ventaja de 4-1 en el primer set, pero Fognini gana 5 juegos seguidos y gana la fracción rompiendo 2 veces el servicio del español; Nadal recupera el control del partido y gana con un marcador de 4-6, 6-1 y 6-2. Luego participó la semana posterior en el ATP 250 en Ginebra, donde fue derrotado en las semifinales por el propio Gojowczyk por doble 6-4, quien se desquitó una semana después de la derrota en Roma.
Se presenta en Roland Garros como 18° en el ranking ATP y preclasificado 18; bate en la primera ronda al español Pablo Andújar por 6-4, 6-2, 6-1 y en segunda a Elias Ymer por 6-4, 6-1, 6-2. En la tercera vence al n.º 17 del mundo Kyle Edmund, de ir 2 sets a 1 abajó y después de tres horas y 35 minutos de partido ganó por 6-3, 4-6, 3-6, 6-4 y 6-4. Regresa a la segunda semana del Slam parisino después de 7 años; Cecchinato también clasifica y se encuentran dos italianos en la segunda semana algo que no había ocurrido en Roland Garros desde la edición de 1976, que fue con Panatta y Barazzutti. La siguiente ronda en octavos enfrenta al n.º 4 del mundo Marin Čilić, que gana 6-4 el primer set al final del cual Fognini pide intervención médica por un dolor en el tobillo; después de perder bruscamente el segundo, en el tercer set Fognini juega más concentrado, comienza la remontada y empieza a cambiar el destino del partido en la muerte súbita del cuarto gana por 7-4. En el quinto set el de Liguria tiene una bola de rotura de servicio para ir 4-3 y saque, pero la desaprovechó, se desintegra y Cilic se aprovechó para ganar después de tres horas y 37 minutos con un marcador de 6-4, 6-1, 3-6, 6-7 y 6-3. El resultado le permite Fognini alcanzar el puesto 15 en el ranking, su mejor clasificación desde julio de 2014.
En Wimbledon es cabeza de serie 19. En primera ronda derrotó al japonés Taro Daniel en cuatro sets, en 2.ª ronda a su compatriota Simone Bolelli en sets corridos y en tercera ronda cae sorpresivamente ante el checo Jiri Vesely por 7-6, 3-6, 6-3 y 6-2.
Su siguiente torneo fue en Bastad superó en las primeras rondas a Mikael Ymer (1-6, 6-4, 6-2) y Federico Delbonis (6-4, 6-3). En semifinales derrotó en tres sets (por primera vez en tierra) por 6-1, 4-6, 7-5 al experimentado jugador español Fernando Verdasco, que lo había vencido en cuatro de los seis enfrentamientos anteriores (Quedando 3-4 ahora en el H2H). El 22 de julio, ganó el torneo al vencer por 6-3, 3-6, 6-1 al número 29 de la ATP Richard Gasquet derrotándolo por segunda vez en dos enfrentamientos, ganando así su séptimo título ATP en su carrera (en tierra batida, al igual que los anteriores 6) y también se consolida segundo en el ranking de títulos ATP de tenistas italianos en la Era Abierta detrás de Adriano Panatta con 10. También en el dobles de Bastad, perdió en dos sets la final del torneo con Simone Bolelli contra los cabeza de serie número 2 Julio Peralta y Horacio Zeballos. La semana siguiente juega en Gstaad, torneo del que es defensor del título y cabeza de serie número 1. Comienza desde la segunda ronda, donde es sorprendentemente derrotado por el clasificado estonio Jürgen Zopp, N°107 del ranking ATP, por un marcador de 6-1, 3-6, 6-3.
El 2 de agosto, comienza su campaña sobre cemento estadounidense en el ATP 250 de Los Cabos en México, donde es cabeza de serie N.º 2. Comienza desde la segunda ronda contra el francés Quentin Halys (150° de la clasificación) ganando por 2-6, 6-4, 6-0, en cuartos de final vence fácilmente al 247° del mundo Yoshihito Nishioka por doble 6-2 y ganó su 35° semifinal ATP, dejando solo seis juegos (6-4, 6-2) al zurdo británico Cameron Norrie, n.º 74 del ranking para jugar su 17° final del circuito, la primero en cemento al aire libre y la 145° final ATP en manos de un tenista italiana en la Era Abierta y la primera en México. Otro dato interesante es que solo del 10 y 24 de abril de 1977 tres jugadores italianos alcanzaron 4 finales en tres semanas. Matteo Berrettini, Marco Cecchinato y Fognini (2 finales), repiten esta hazaña realizada 41 años antes por Corrado Barazzutti (2 finales), Adriano Panatta y Paolo Bertolucci. En la final, solo le concede seis juegos al argentino Juan Martín del Potro (6-4, 6-2), n.º 4 del mundo y primera cabeza de serie del torneo y conquista el octavo título ATP de su carrera, el primero sobre una superficie diferente a la arcilla y el primero conquistado en México por un tenista italiano, Fognini es el tercer jugador de su país en la Era Abierta (después de Paolo Bertolucci y Corrado Barazzutti, que lograron esa hazaña en 1977) en ganar tres títulos ATP en un año.

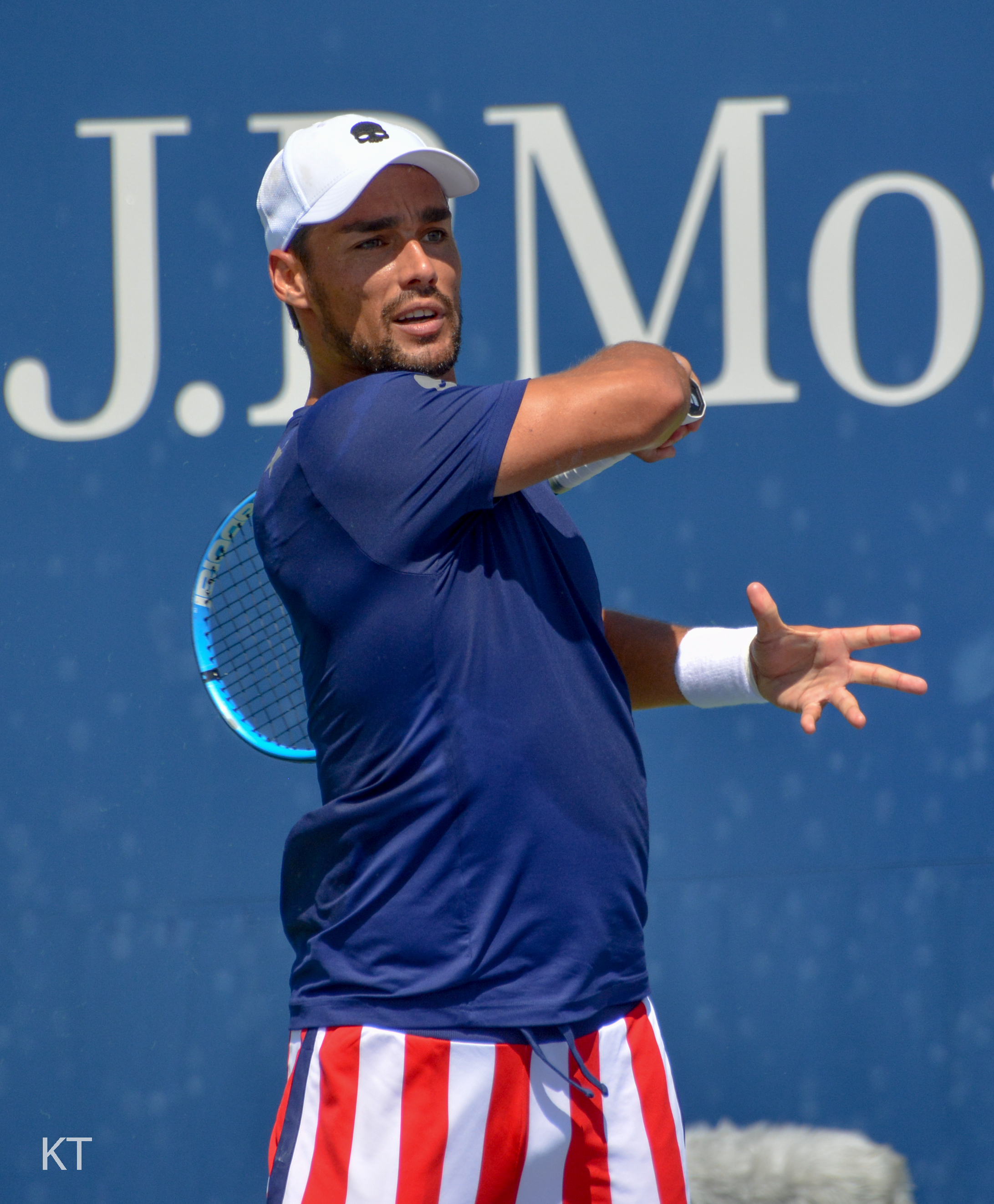

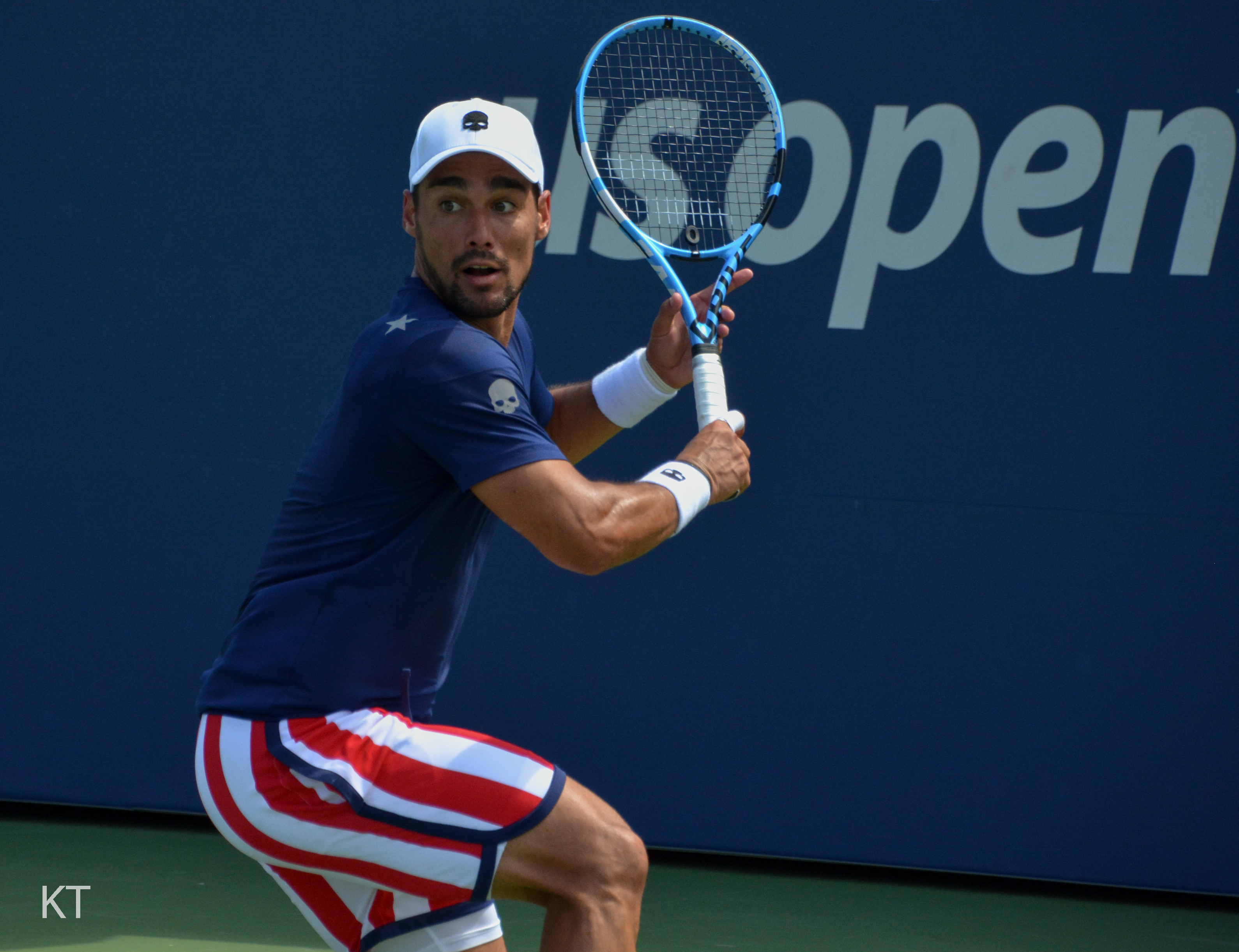
Fognini durante su partido de segunda ronda del US Open 2018 contra John Millman perdiendo en cuatro sets.

Después sigue el US Open Series en el primero de los dos Masters 1000 en Canadá, es cabeza de serie 14° y en primera ronda se enfrenta al n.º 33 del mundo el estadounidense Steve Johnson ganando por doble 6-4. En la segunda ronda fue derrotado por el canadiense n.º 26 del mundo y semifinalista de la edición anterior (dejando en el camino a Nadal) Denis Shapovalov por 6-3, 7-5. Se da de baja en el Cincinnati para prepararse mejor de cara al Abierto de Estados Unidos, en el que será cabeza de serie N°14. En primera ronda derrota al estadounidense de origen saudí Michael Mmoh en cuatro sets, en segunda ronda se enfrenta a la sorpresa del torneo el australiano John Millman que lo elimina del torneo en cuatro sets por 1-6, 6-4, 4-6 y 1-6, quien días después eliminaría a Roger Federer.
En el ATP 250 de San Petersburgo debuta en la segunda ronda y es eliminado por el eslovaco Martin Kližan en sets corridos. En la modalidad de dobles del mismo torneo, ganó su quinto título ATP emparejado con su compatriota Matteo Berrettini, superando en la final en dos desempates a la pareja checo-holandesa formada por Roman Jebavý y Matwé Middelkoop. Tres días después comienza su Gira Asiática. La primera cita es en China, sobre el cemento del ATP 250 de Chengdú, comienza desde la segunda ronda al ser cabeza de serie donde supera al belga Ruben Bemelmans y en los cuartos de final, nuevamente en dos sets, al australiano Matthew Ebden. Así llega a la semifinal ATP N°36 de su carrera, donde se impone a la joven promesa estadounidense Taylor Fritz por parciales de (5)6-7, 6-0 y 6-3, llegando a la 18.ª final de su carrera y la 161.ª para el tenis italiano en la Era Open (23 en cemento), el segundo en China después del perdido en Pekín por Renzo Furlan contra Michael Chang en 1995. En la final del torneo, y en su partido N°600, pierde contra el australiano Bernard Tomic por 1-6, 6-3, 6-7.
En su novena participación en el Torneo de Pekín, en la primera ronda supera al moldavo Radu Albot, con un marcador de 1-6, 6-4, 6-3. En octavos de final, solo le otorga siete juegos ruso Andréi Rubliov ganando por 6-4, 6-3. Así llega por cuarta vez a los cuartos de final de un torneo ATP 500 sobre cemento. Enfrentado al húngaro Márton Fucsovics, quien lo derrota por doble 6-4, alcanzando la 37° semifinal en el circuito (la octava en 2018), la séptima en un torneo ATP 500 (segunda sobre cemento). Un esguince de tobillo durante el último partido de los cuartos de final, lo obligó a abandonar el torneo sin jugar el partido contra Juan Martín del Potro, antes del mismo ya había anunciado su baja para el Masters de Shanghái.
Comienza la gira bajo techo (en pista cubierta) en el cemento de Estocolmo, donde es clasificado n.º 2 y por ende comienza desde la segunda ronda. Venció en su debut a Lucas Lacko por doble 6-4. En los cuartos enfrenta al surcoreano Chung Hyeon que, después de perder el primer set, se retira debido a un problema físico al comienzo del segundo (7-5, 2-1 ab.). Con esto alcanza la semifinal 38° de su carrera (la novena en 2018), donde se enfrenta al griego Stefanos Tsitsipas que le niega el acceso a su decimonovena final de su carrera y lo supera en dos sets. Su siguiente torneo fue el ATP 500 de Viena, en 1R vence al bosnio Damir Džumhur en dos sets, lleva a 46 su récord de victorias obtenidas en una temporada. En 2R se enfrenta al húngaro Márton Fucsovics quien vengaría la derrota de Pekín imponiéndose por 4-6, 6-3, 6-2. En el Masters 1000 de París-Berçy, Fognini disputa su último torneo del año, pasando dos rondas sin jugar, gracias al bye que tuvo en primera ronda por ser cabeza de serie y el retiro de Márton Fucsovics. En octavos de final tendría que enfrentarse al n.º 3 del mundo, Roger Federer cayendo en sets corridos y sufriendo la cuarta derrota contra el suizo en la misma cantidad de encuentros.
Concluye 2018 en el puesto número 13 del ranking mundial, el tercer mejor final de temporada de un tenista italiano, después de Adriano Panatta (7.º en 1976) y Corrado Barazzutti (10.º en 1978).

### 2019: Campeón del Masters de Montecarlo y llegada al top 10
Empezó su temporada en el Torneo de Auckland, avanzó directamente a la segunda ronda por ser cabeza de serie donde tuvo un duro debut contra Peter Gojowczyk ganando 6-2, 3-6 y 7-6; en los cuartos de final cayó ante el alemán Philipp Kohlschreiber por un aplastante 6-3, 6-1. En el Abierto de Australia superó las dos primeras rondas eliminando primero a Jaume Munar y luego a Leonardo Mayer. En la tercera ronda sufrió ante Pablo Carreño su sexta derrota en la misma cantidad de duelos disputados.
En febrero obtuvo tres derrotas consecutivas en primera ronda en los torneos sudamericanos sobre tierra batida, en Córdoba perdió por primera vez después de ocho victorias en la misma cantidad de partidos contra Aljaž Bedene en sets corridos, fue eliminado por Jaume Munar en tres sets en Buenos Aires y por Félix Auger-Aliassime por un aplastante 6-2 y 6-3 en Río de Janeiro. Los pésimos resultados obtenidos lo relegaron a la 17.ª posición del ranking y después de más de 3 años perdió el récord del mejor clasificado entre los italianos por Marco Cecchinato. En el Masters de Indian Wells sufrió su cuarta derrota consecutiva, esta vez a manos de Radu Albot por otro aplastante marcador; 6-0 y 7-6. Regresó a la victoria en la segunda ronda del Masters 1000 de Miami doblegando a Guido Andreozzi por 5-7, 6-4 y 6-4 y en la tercera derrota perdió contra Roberto Bautista. En la tierra roja de Marrakech fue derrotado en la primera ronda por Jiří Veselý.
Llegó al Masters 1000 de Montecarlo con una racha de 5 derrotas consecutivas. Su mala forma lo llevó a contemplar una cirugía para sus recurrentes lesiones de tobillo y codo. El italiano dijo durante una entrevista con La Gazzetta dello Sport: "No tengo confianza y estoy triste por la falta de resultados". En la primera ronda, Fognini salvó cinco puntos de quiebre en un set y una ruptura en el segundo contra Andréi Rubliov antes de remontar el partido y ganar en 3 sets por 4-6, 7-5, 6-4. Luego en segunda ronda debía enfrentarse a Gilles Simon pero dio walkover y el italiano accedió automáticamente a tercera ronda donde dio el batacazo y venció al número 3 del mundo Alexander Zverev por 7-6, 6-1. En cuartos de final venció al número 13 del mundo Borna Ćorić (una vez más, después de perder un set y un break abajo) por 1-6, 6-3 y 6-2. En las semifinales se vio las caras con el triple campeón defensor, once veces ganador del torneo y n.º 2 del mundo Rafael Nadal, a pesar de todo pronóstico Fognini dio otro batacazo eliminando al español por un categórico 6-4 y 6-2 cortándole una racha de 18 triunfos seguidos al Manacori en el principado, además accedió a su primera final de Masters 1000, incluso pudo cerrar con rosco ya que sacó 5-0 y 40-0 en el segundo set. Al derrotar a Nadal, Fognini se convirtió en el cuarto jugador en derrotar al español tres veces en tierra batida, luego de sus victorias en Río de Janeiro y Barcelona en 2015. El 21 de abril se jugó la final derrotando a Dušan Lajović por 6-3 y 6-4 ganando el título más importante de su carrera y convirtiéndose en el primer italiano en ganar un título de Masters 1000. Además luego de 51 años después del triunfo de Nicola Pietrangeli en la era amateur, Fognini se convirtió en el primer tenista italiano en ganar el torneo de Montecarlo en la era Open y, después del Masters de Roma 1976 ganado por Adriano Panatta, en el segundo italiano en ganar un torneo de un nivel equivalente a un Masters 1000.
La lesión sufrida en la final contra Lajovic lo obligó a renunciar a los torneos de Barcelona y Estoril. Regresó a las canchas después de un descanso de dos semanas y, por primera vez en su carrera, alcanzó los octavos de final en el Masters 1000 de Madrid eliminando a Kyle Edmund y John Millman, ambos en sets corridos. Después de siete partidos ganados consecutivamente a nivel de Masters 1000, es derrotado en dos sets por el austríaco Dominic Thiem, n.º 5 del mundo por un score de 6-4, 7-5 y reciente ganador en Barcelona. La semana siguiente, y por cuarta vez en su carrera, llegó a la tercera ronda del Masters de Roma, eliminando en la primera ronda a Jo-Wilfried Tsonga y en 2.ª al rumano Radu Albot, sin perder un set. En la tercera ronda es vencido por el griego Stefanos Tsitsipas que lo derrota por 6-4 y 6-3. Tras este torneo, subió en el ranking de la ATP al puesto 11.
En Roland Garros fue noveno cabeza de serie y llegó por tercera vez a la tercera ronda, eliminando a Andreas Seppi, Federico Delbonis y Roberto Bautista Agut en cuatro sets. En octavos de final fue derrotado por Alexander Zverev, número 5 del mundo, quien en cuatro sets se vengó de la derrota que sufrió en Monte Carlo por un resultado de 3-6, 6-2, 6-2, 7-6.
Al final del torneo, quedó ubicado en la 10.ª posición del ranking mundial, convirtiéndose en el tenista de mayor edad de la Era Abierta (y el tercer italiano) en ingresar entre los 10 primeros y en el único jugador de su país que se ha clasificado entre los 10 mejores jugadores del mundo tanto en individuales como en dobles desde la introducción del sistema informático computarizado en 1973.
El 14 de junio, anunció su convocatoria para el Team Europa para la tercera edición de Laver Cup.
En Wimbledon llega por quinta vez a la tercera ronda, eliminando a Frances Tiafoe y Márton Fucsovics en cinco sets. Allí es derrotado por el estadounidense Tennys Sandgren, quien lo vence en sets corridos. Tras su derrota en la catedral, Fognini recibió una multa de $ 3.000 dólares (£ 2,396) luego que dijera, durante un arrebato en la cancha, que Wimbledon debería ser bombardeado.
El 15 de julio, mejora su mejor ranking histórico subiendo al noveno lugar, y también a la vez alcanza el tercer mejor ranking de un tenista italiano de la Era Abierta desde del 4.º de Adriano Panatta y el 7.º de Corrado Barazzutti.

## Estilo de juego
Fognini es conocido por su estilo de contraataque, con movimientos de tierra penetrantes limpios. Fognini tiene un excelente toque y lo utiliza con dejadas y voleas, sobre todo por del lado del drive. Su capacidad de convertir la defensa en ataque lo hace ideal para la tierra batida, y esto se refleja en el hecho de que sus mejores victorias han sido en esta superficie. Su movimiento y su disposición general alrededor de la cancha, junto con su estilo de juego fluido es bien conocido por los aficionados al tenis como mostrar un aire de despreocupación, apareciendo casual y sin esfuerzo.
Fognini es también conocido por su temperamento impaciente. Ha llegado a perder la calma, en ocasiones, sin embargo, en otros, se ha demostrado que es capaz de mantener una actitud sorprendentemente equilibrada ante la adversidad. Él tiene el récord de haber cometido más faltas de pie mientras ganaba un partido, un total de 12, incluyendo doble faltas debido a faltas de pie consecutivas. El saque de Fognini es relativamente poco potente y apenas es un arma en su juego, porque pone el énfasis en la precisión y la colocación, mientras que también tiene la capacidad de sacar por encima de 130 millas por hora en alguna ocasión. Uno de sus mejores tiros es su golpe de derecha de adentro hacia fuera, que él utiliza con gran efecto, su táctica de juego por lo general consiste de un saque de par en par, provocando un retorno débil, estableciendo para golpear un golpe limpio hacia el lado derecho. Él también utiliza el revés paralelo con frecuencia, a menudo en momentos clave.

## Copa Davis
Fognini guio a Italia a los cuartos de final de la Copa Davis 2013, derrotando a Ivan Dodig en el quinto y decisivo encuentro ante Croacia. Fue la primera vez que Italia llegó a esa etapa desde 1998. También guio a Italia venciendo a Argentina para llegar a los cuartos de final de la Copa Davis 2014 ganando ambos puntos de individuales contra Juan Mónaco y Carlos Berlocq, y el doble (asociándose con Simone Bolelli). En los cuartos de final en Nápoles contra Gran Bretaña, Fognini igualó la serie 2-2 después de derrotar al Campeón de Wimbledon 2013 Andy Murray en una victoria en sets corridos (después de derrotar a James Ward dos días antes), demostrando ser vital para Italia haciendo las semifinales con una eventual victoria de 3-2. Esta fue solo la segunda vez que Murray perdió un partido de individuales en la Copa Davis (después de su primera aparición en 2005). En la semifinal contra Suiza perdió sus dos individuales contra Roger Federer y Stanislas Wawrinka. Su derrota ante Federer fue suficiente para poner al equipo suizo con una ventaja inalcanzable de 3-1.

## Equipamiento
Fognini actualmente utiliza una raqueta Pure Drive Babolat con cordaje Babolat RPM Blast. Su agarre es Babolat Vs original, y él lleva ropa de Emporio Armani y calzado de Babolat.

## Torneos de Grand Slam

### Dobles

#### Campeón (1)
| Año  | Torneo               | Pareja         | Oponentes en la final               | Resultado |
| 2015 | Abierto de Australia | Simone Bolelli | Pierre-Hugues Herbert Nicolas Mahut | 6-4, 6-4  |

## ATP World Tour Masters 1000

### Títulos (1)
| Año  | Torneo       | Superficie    | Ind/Outdoor | Oponente en la final | Resultado |
| 2019 | 'Montecarlo' | Tierra batida | Outdoor     | Dušan Lajović        | 6-3, 6-4  |

## Títulos ATP (17; 9+8)

### Individual (9)
| Leyenda                   |
| Grand Slam (0)            |
| ATP World Tour Finals (0) |
| ATP Masters 1000 (1)      |
| ATP World Tour 500 (1)    |
| ATP World Tour 250 (7)    |

| N.º | Fecha                | Torneo       | Superficie        | Oponente en la final  | Resultado        |
| --- | -------------------- | ------------ | ----------------- | --------------------- | ---------------- |
| 1.  | 14 de julio de 2013  | Stuttgart    | Tierra batida     | Philipp Kohlschreiber | 5-7, 6-4, 6-4    |
| 2.  | 21 de julio de 2013  | Hamburgo     | Tierra batida     | Federico Delbonis     | 4-6, 7-6(8), 6-2 |
| 3.  | 9 de febrero de 2014 | Viña del Mar | Tierra batida     | Leonardo Mayer        | 6-2, 6-4         |
| 4.  | 24 de julio de 2016  | Umag         | Tierra batida     | Andrej Martin         | 6-4, 6-1         |
| 5.  | 30 de julio de 2017  | Gstaad       | Tierra batida     | Yannick Hanfmann      | 6-4, 7-5         |
| 6.  | 4 de marzo de 2018   | São Paulo    | Tierra batida (i) | Nicolás Jarry         | 1-6, 6-1, 6-4    |
| 7.  | 22 de julio de 2018  | Bastad       | Tierra batida     | Richard Gasquet       | 6-3, 3-6, 6-1    |
| 8.  | 4 de agosto de 2018  | Los Cabos    | Dura              | Juan Martín del Potro | 6-4, 6-2         |
| 9.  | 21 de abril de 2019  | Montecarlo   | Tierra batida     | Dušan Lajović         | 6-3, 6-4         |

#### Finalista (10)
| N.° | Fecha                    | Torneo          | Superficie    | Oponente en la final | Resultado        |
| --- | ------------------------ | --------------- | ------------- | -------------------- | ---------------- |
| 1.  | 29 de abril de 2012      | Bucarest        | Tierra batida | Gilles Simon         | 4-6, 3-6         |
| 2.  | 23 de septiembre de 2012 | San Petersburgo | Dura (i)      | Martin Kližan        | 2-6, 3-6         |
| 3.  | 28 de julio de 2013      | Umag            | Tierra batida | Tommy Robredo        | 0-6, 3-6         |
| 4.  | 16 de febrero de 2014    | Buenos Aires    | Tierra batida | David Ferrer         | 4-6, 3-6         |
| 5.  | 4 de mayo de 2014        | Múnich          | Tierra batida | Martin Kližan        | 6-2, 1-6, 2-6    |
| 6.  | 22 de febrero de 2015    | Río de Janeiro  | Tierra batida | David Ferrer         | 2-6, 3-6         |
| 7.  | 2 de agosto de 2015      | Hamburgo        | Tierra batida | Rafael Nadal         | 5-7, 5-7         |
| 8.  | 23 de octubre de 2016    | Moscú           | Dura (i)      | Pablo Carreño        | 6-4, 3-6, 2-6    |
| 9.  | 24 de septiembre de 2017 | San Petersburgo | Dura (i)      | Damir Džumhur        | 6-3, 4-6, 2-6    |
| 10. | 30 de septiembre de 2018 | Chengdú         | Dura          | Bernard Tomic        | 1-6, 6-3, 6-7(7) |

### Dobles (8)
| Leyenda                         |
| ------------------------------- |
| Grand Slam (1)                  |
| ATP World Tour Finals (0)       |
| ATP World Tour Masters 1000 (0) |
| ATP World Tour 500 (1)          |
| ATP World Tour 250 (6)          |

| N.º | Fecha                    | Torneo               | Superficie    | Pareja            | Oponentes                           | Resultado en la final |
| --- | ------------------------ | -------------------- | ------------- | ----------------- | ----------------------------------- | --------------------- |
| 1.  | 30 de julio de 2011      | Umag                 | Tierra batida | Simone Bolelli    | Marin Čilić Lovro Zovko             | 6-3, 5-7, [10-7]      |
| 2.  | 24 de febrero de 2013    | Buenos Aires         | Tierra batida | Simone Bolelli    | Nicholas Monroe Simon Stadler       | 6-3, 6-2              |
| 3.  | 31 de enero de 2015      | Abierto de Australia | Dura          | Simone Bolelli    | Pierre-Hugues Herbert Nicolas Mahut | 6-4, 6-4              |
| 4.  | 2 de octubre de 2016     | Shenzhen             | Dura          | Robert Lindstedt  | Oliver Marach Fabrice Martin        | 7-6(4), 6-3           |
| 5.  | 23 de septiembre de 2018 | San Petersburgo      | Dura (i)      | Matteo Berrettini | Roman Jebavý Matwé Middelkoop       | 7-6(6), 7-6(4)        |
| 6.  | 20 de febrero de 2022    | Río de Janeiro       | Tierra batida | Simone Bolelli    | Jamie Murray Bruno Soares           | 7-5, 6-7(2), [10-6]   |
| 7.  | 30 de julio de 2022      | Umag                 | Tierra batida | Simone Bolelli    | Lloyd Glasspool Harri Heliövaara    | 5-7, 7-6(6), [10-7]   |
| 8.  | 19 de febrero de 2023    | Buenos Aires         | Tierra batida | Simone Bolelli    | Nicolás Barrientos Ariel Behar      | 6-2, 6-4              |

#### Finalista (10)
| N.º | Fecha                 | Torneo       | Superficie    | Pareja           | Oponentes                         | Resultado en la final |
| --- | --------------------- | ------------ | ------------- | ---------------- | --------------------------------- | --------------------- |
| 1.  | 14 de julio de 2008   | Umag         | Tierra batida | Carlos Berlocq   | Michal Mertiňák Petr Pála         | 6-2, 3-6, [5-10]      |
| 2.  | 27 de febrero de 2010 | Acapulco     | Tierra batida | Potito Starace   | Łukasz Kubot Oliver Marach        | 0-6, 0-6              |
| 3.  | 2 de marzo de 2013    | Acapulco     | Tierra batida | Simone Bolelli   | Łukasz Kubot David Marrero        | 5-7, 2-6              |
| 4.  | 21 de marzo de 2015   | Indian Wells | Dura          | Simone Bolelli   | Vasek Pospisil Jack Sock          | 4-6, 7-6(3), [7-10]   |
| 5.  | 19 de abril de 2015   | Montecarlo   | Tierra batida | Simone Bolelli   | Bob Bryan Mike Bryan              | 6-7(3), 1-6           |
| 6.  | 18 de octubre de 2015 | Shanghái     | Dura          | Simone Bolelli   | Raven Klaasen Marcelo Melo        | 3-6, 3-6              |
| 7.  | 22 de julio de 2018   | Bastad       | Tierra batida | Simone Bolelli   | Julio Peralta Horacio Zeballos    | 3-6, 4-6              |
| 8.  | 15 de enero de 2022   | Sídney       | Dura          | Simone Bolelli   | John Peers Filip Polášek          | 5-7, 5-7              |
| 9.  | 13 de febrero de 2022 | Buenos Aires | Tierra batida | Horacio Zeballos | Santiago González Andrés Molteni  | 1-6, 1-6              |
| 10. | 17 de julio de 2022   | Bastad       | Tierra batida | Simone Bolelli   | Rafael Matos David Vega Hernández | 4-6, 6-3, [11-13]     |

## Clasificación histórica

### Individuales
| Torneo                      | 2005         | 2006         | 2007         | 2008         | 2009         | 2010         | 2011         | 2012        | 2013         | 2014         | 2015         | 2016        | 2017         | 2018         | 2019         | 2020         | 2021         | 2022         | 2023 | T/P     | G-P     | %       |
| --------------------------- | ------------ | ------------ | ------------ | ------------ | ------------ | ------------ | ------------ | ----------- | ------------ | ------------ | ------------ | ----------- | ------------ | ------------ | ------------ | ------------ | ------------ | ------------ | ---- | ------- | ------- | ------- |
| Grand Slam                  |              |              |              |              |              |              |              |             |              |              |              |             |              |              |              |              |              |              |      |         |         |         |
| Abierto de Australia        | A            | A            | Q1           | 1R           | 2R           | 1R           | 1R           | 1R          | 1R           | 4R           | 1R           | 1R          | 2R           | 4R           | 3R           | 4R           | 4R           | 1R           | 1R   | 0 / 16  | 16–16   | 50%     |
| Roland Garros               | A            | A            | 1R           | A            | 1R           | 3R           | CF*          | 3R          | 3R           | 3R           | 2R           | 1R          | 3R           | 4R           | 4R           | 1R           | 3R           | 2R           | 3R   | 0 / 16  | 26–15   | 63%     |
| Wimbledon                   | A            | A            | A            | 1R           | 2R           | 3R           | A            | 2R          | 1R           | 3R           | 2R           | 2R          | 3R           | 3R           | 3R           | ND           | 3R           | 1R           |      | 0 / 13  | 16–13   | 55%     |
| US Open                     | A            | Q1           | Q3           | 1R           | 1R           | 1R           | 2R           | 3R          | 1R           | 2R           | 4R           | 2R          | 1R           | 2R           | 1R           | A            | 1R           | 2R           |      | 0 / 14  | 10–14   | 42%     |
| Ganados–Perdidos            | 0–0          | 0–0          | 0–1          | 0–3          | 2–4          | 4–4          | 5–2          | 5–4         | 2–4          | 8–4          | 5–4          | 2–4         | 5–4          | 9–4          | 7–4          | 3–2          | 7–4          | 2–4          | 2–2  | 0 / 59  | 68–58   | 54%     |
| Representación nacional     |              |              |              |              |              |              |              |             |              |              |              |             |              |              |              |              |              |              |      |         |         |         |
| Juegos Olímpicos            | No realizado | No realizado | No realizado | A            | No realizado | No realizado | No realizado | 1R          | No realizado | No realizado | No realizado | 3R          | No realizado | No realizado | No realizado | No realizado | 3R           | NR           | NR   | 0 / 3   | 4–3     | 57%     |
| Copa Davis                  | A            | A            | A            | Z1           | PO           | 1R           | PO           | PO          | CF           | SF           | 1R           | CF          | CF           | CF           | RR           | A            | CF           | SF           |      | 0 / 8   | 22–9    | 70%     |
| ATP Cup                     | Inexistente  | Inexistente  | Inexistente  | Inexistente  | Inexistente  | Inexistente  | Inexistente  | Inexistente | Inexistente  | Inexistente  | Inexistente  | Inexistente | Inexistente  | Inexistente  | Inexistente  | RR           | F            | RR           |      | 0 / 2   | 3-4     | 43%     |
| Ganados–Perdidos            | 0–0          | 0–0          | 0–0          | 0–1          | 3–0          | 2–1          | 3–0          | 1–1         | 1–1          | 4–2          | 2–1          | 3–2         | 1–0          | 3–1          | 1–1          | 1–2          | 4–3          | 0–0          |      | 0 / 10  | 25–11   | 70%     |
| ATP World Tour Masters 1000 |              |              |              |              |              |              |              |             |              |              |              |             |              |              |              |              |              |              |      |         |         |         |
| Indian Wells                | A            | A            | Q2           | 2R           | 1R           | 2R           | 1R           | A           | 2R           | 4R           | 2R           | A           | 3R           | 2R           | 2R           | ND           | 3R           | 2R           | 1R   | 0 / 13  | 9–12    | 43%     |
| Miami                       | A            | A            | A            | A            | Q1           | 1R           | 1R           | A           | 3R           | 4R           | 2R           | A           | SF           | 3R           | 3R           | ND           | 2R           | 3R           | 1R   | 0 / 11  | 11–11   | 50%     |
| Montecarlo                  | A            | A            | Q1           | A            | 3R           | 1R           | 2R           | 2R          | SF           | 3R           | 2R           | 1R          | 1R           | 2R           | 'G'          | ND           | CF           | 2R           | A    | 1 / 13  | 22–12   | 66%     |
| Madrid                      | A            | A            | A            | 1R           | 2R           | 1R           | Q1           | 1R          | 1R           | 1R           | 2R           | 2R          | 2R           | 1R           | 3R           | ND           | 2R           | 1R           | A    | 0 / 13  | 7–13    | 35%     |
| Roma                        | Q1           | 1R           | Q2           | A            | 2R           | 1R           | 1R           | 2R          | 2R           | 1R           | 3R           | 1R          | 3R           | CF           | 3R           | 2R           | 1R           | 2R           | 3R   | 0 / 16  | 15–16   | 48%     |
| Canadá                      | A            | A            | 3R           | A            | A            | 2R           | 1R           | 2R          | 2R           | 2R           | 1R           | 2R          | A            | 2R           | CF           | ND           | 2R           | 1R           |      | 0 / 12  | 11–12   | 48%     |
| Cincinnati                  | A            | A            | A            | A            | A            | Q2           | 2R           | 1R          | 1R           | CF           | 1R           | 1R          | 2R           | A            | A            | A            | 2R           | 2R           |      | 0 / 9   | 7–9     | 43%     |
| Shanghái                    | No realizado | No realizado | No realizado | No realizado | 2R           | A            | 1R           | 1R          | 3R           | 1R           | 2R           | 2R          | 3R           | A            | CF           | No disputado | No disputado | No disputado |      | 0 / 9   | 10–9    | 51%     |
| París                       | A            | A            | A            | A            | A            | 2R           | 1R           | Q1          | 2R           | 2R           | 1R           | 1R          | A            | 3R           | 2R           | A            | 1R           | 2R           |      | 0 / 10  | 3–10    | 23%     |
| Ganados–Perdidos            | 0–0          | 0–1          | 2–1          | 1–2          | 5–5          | 3–7          | 2–8          | 3–6         | 10–9         | 10–9         | 5–9          | 3–7         | 13–7         | 6–7          | 16–7         | 0–1          | 7–8          | 6–7          | 2–3  | 1 / 106 | 94–104  | 47%     |
| Estadísticas                |              |              |              |              |              |              |              |             |              |              |              |             |              |              |              |              |              |              |      |         |         |         |
|                             | 2005         | 2006         | 2007         | 2008         | 2009         | 2010         | 2011         | 2012        | 2013         | 2014         | 2015         | 2016        | 2017         | 2018         | 2019         | 2020         | 2021         | 2022         | 2023 | Carrera | Carrera | Carrera |
| Torneos                     | 1            | 5            | 7            | 17           | 26           | 25           | 28           | 24          | 28           | 25           | 25           | 23          | 24           | 25           | 25           | 10           | 24           | 23           |      | 365     | 365     | 365     |
| Títulos                     | 0            | 0            | 0            | 0            | 0            | 0            | 0            | 0           | 2            | 1            | 0            | 1           | 1            | 3            | 1            | 0            | 0            | 0            |      | 9       | 9       | 9       |
| Finales                     | 0            | 0            | 0            | 0            | 0            | 0            | 0            | 2           | 3            | 3            | 2            | 2           | 2            | 4            | 1            | 0            | 0            | 0            |      | 19      | 19      | 19      |
| G-P en general              | 0–1          | 2–5          | 5–7          | 16–18        | 20–26        | 16–26        | 25–27        | 22–24       | 42–27        | 40–26        | 32–26        | 26–23       | 36–23        | 46–22        | 30–24        | 6–10         | 22–24        | 19–23        |      | 405–362 | 405–362 | 405–362 |

- Nota – En Roland Garros 2011 cuenta con 4 victorias y 0 derrotas. Novak Djokovic recibió un Walkover en los cuartos de final, después de que Fognini se retirara debido a una rotura muscular, no cuenta como una derrota de Fognini (ni como una victoria de Djokovic).

### Dobles
| Torneo                      | 2005         | 2006         | 2007         | 2008         | 2009         | 2010         | 2011         | 2012         | 2013         | 2014         | 2015         | 2016  | 2017         | 2018         | T/P     | G–P     | Victorias % |
| --------------------------- | ------------ | ------------ | ------------ | ------------ | ------------ | ------------ | ------------ | ------------ | ------------ | ------------ | ------------ | ----- | ------------ | ------------ | ------- | ------- | ----------- |
| Torneos de Grand Slam       |              |              |              |              |              |              |              |              |              |              |              |       |              |              |         |         |             |
| Australian Open             | A            | A            | A            | 2R           | 2R           | 2R           | 1R           | 2R           | SF           | 2R           | G            | 2R    | 1R           | 2R           | 1 / 11  | 17–10   | 64%         |
| Roland Garros               | A            | A            | A            | A            | 2R           | 1R           | 2R           | 1R           | 1R           | 2R           | SF           | 1R    | 1R           | 1R           | 0 / 10  | 7–10    | 41%         |
| Wimbledon                   | A            | A            | A            | A            | 1R           | 1R           | A            | 1R           | 1R           | 2R           | 1R           | 1R    | 1R           | A            | 0 / 8   | 1–8     | 11%         |
| US Open                     | A            | A            | A            | 1R           | 1R           | A            | SF           | 1R           | 2R           | 1R           | 1R           | 2R    | 3R           | 2R           | 0 / 10  | 9–9     | 50%         |
| G-P                         | 0-0          | 0–0          | 0–0          | 1–2          | 2–4          | 1–3          | 5–3          | 1–4          | 5–4          | 3–4          | 10–3         | 2–4   | 2–3          | 2–3          | 1 / 39  | 34–37   | 48%         |
| Torneo de maestros          |              |              |              |              |              |              |              |              |              |              |              |       |              |              |         |         |             |
| ATP Finals                  | No clasificó | No clasificó | No clasificó | No clasificó | No clasificó | No clasificó | No clasificó | No clasificó | No clasificó | No clasificó | RR           | N/C   | N/C          |              | 0 / 1   | 1–2     | 33%         |
| Representación nacional     |              |              |              |              |              |              |              |              |              |              |              |       |              |              |         |         |             |
| Juegos Olímpicos            | No realizado | No realizado | No realizado | A            | No realizado | No realizado | No realizado | A            | No realizado | No realizado | No realizado | CF    | No realizado | No realizado | 0 / 1   | 2–1     | 67%         |
| Copa Davis                  | A            | A            | A            | Z1           | PO           | 1R           | PO           | PO           | CF           | SF           | 1R           | CF    | CF           | CF           | 0 / 7   | 7–5     | 58%         |
| G–P                         | 0–0          | 0–0          | 0–0          | 0–0          | 0–0          | 0–0          | 1–0          | 0–0          | 1–1          | 2–1          | 2–0          | 2–2   | 0–1          | 1–1          | 0 / 8   | 9–6     | 60%         |
| ATP World Tour Masters 1000 |              |              |              |              |              |              |              |              |              |              |              |       |              |              |         |         |             |
| Indian Wells                | A            | A            | A            | A            | A            | A            | A            | A            | 1R           | 1R           | F            | A     | A            | 2R           | 0 / 4   | 5–4     | 56%         |
| Miami                       | A            | A            | A            | A            | A            | A            | A            | A            | A            | 1R           | 2R           | A     | 1R           | A            | 0 / 3   | 1–3     | 25%         |
| Montecarlo                  | A            | A            | A            | A            | A            | A            | A            | 1R           | 1R           | 2R           | F            | 1R    | 2R           | SF           | 0 / 7   | 8–7     | 53%         |
| Madrid                      | A            | A            | A            | A            | A            | A            | A            | 1R           | 1R           | 1R           | 1R           | 1R    | 2R           | 2R           | 0 / 7   | 2–7     | 22%         |
| Roma                        | A            | A            | A            | A            | 2R           | A            | SF           | 1R           | 1R           | 1R           | 2R           | 1R    | A            | 1R           | 0 / 8   | 4–8     | 33%         |
| Canadá                      | A            | A            | A            | A            | A            | A            | A            | 2R           | 1R           | 2R           | 2R           | A     | A            | A            | 0 / 4   | 3–4     | 43%         |
| Cincinnati                  | A            | A            | A            | A            | A            | A            | A            | A            | 1R           | 1R           | 2R           | A     | 2R           | A            | 0 / 4   | 1–4     | 20%         |
| Shanghái                    | No realizado | No realizado | No realizado | No realizado | A            | A            | 2R           | 1R           | 2R           | 1R           | F            | A     | 2R           |              | 0 / 6   | 5–6     | 45%         |
| París                       | A            | A            | A            | A            | A            | A            | A            | A            | 2R           | A            | A            | A     | A            |              | 0 / 1   | 1–1     | 50%         |
| G–P                         | 0–0          | 0–0          | 0–0          | 0–0          | 1–1          | 0–0          | 4–2          | 1–5          | 2–8          | 2–8          | 12–8         | 0–3   | 4–5          | 4–4          | 0 / 44  | 30–44   | 41%         |
| Estadísticas                |              |              |              |              |              |              |              |              |              |              |              |       |              |              |         |         |             |
| Títulos / Finales           | 0 / 0        | 0 / 0        | 0 / 0        | 0 / 1        | 0 / 0        | 0 / 1        | 1 / 1        | 0 / 1        | 1 / 3        | 0 / 0        | 1 / 4        | 1 / 1 | 0 / 0        | 0 / 1        | 4 / 13  | 4 / 13  | 4 / 13      |
| En general G–P              | 0–0          | 0–1          | 0–1          | 10–10        | 4–7          | 5–12         | 26–16        | 11–18        | 23–22        | 15–21        | 30–19        | 8–12  | 14–18        | 10–11        | 156–168 | 156–168 | 156–168     |

## Challengers y Futures (6+3)
| Leyenda           |
| ----------------- |
| Challengers (6+1) |
| Futures (3+0)     |

### Individuales (11)
| N.º | Fecha      | Torneo        | Superficie    | Oponente           | Resultado           |
| --- | ---------- | ------------- | ------------- | ------------------ | ------------------- |
| 1.  | 06.07.2008 | Turín         | Tierra batida | Diego Junqueira    | 6-3, 6-1            |
| 2.  | 07.09.2008 | Génova        | Tierra batida | Gianluca Naso      | 6-4, 6-3            |
| 3.  | 12.07.2009 | San Benedetto | Tierra batida | Cristian Villagran | 6-7(5), 7-6(2), 6-0 |
| 4.  | 12.09.2010 | Génova        | Tierra batida | Potito Starace     | 6-4, 6-1            |
| 5.  | 03.10.2010 | Nápoles 2     | Tierra batida | Boris Pashanski    | 6-4, 4-2, ret.      |
| 6.  | 24.10.2010 | Santiago 2    | Tierra batida | Paul Capdeville    | 6-2, 7-6(2)         |
| 7.  | 26.11.2023 | Valencia      | Tierra batida | Roberto Bautista   | 3-6 7-6(8) 7-6(3)   |
| 8.  | 24.11.2025 | Montemar      | Tierra batida | Lukas Neumayer     | 6-3 2-6 6-3         |
| 9.  | 06.02.2005 | España F1     | Tierra batida | Mario Radic        | 2-6, 7-5, 6-0       |
| 10. | 24.04.2005 | Italia F9     | Tierra batida | Marco Mirnegg      | 2-6, 6-3, 6-4       |
| 11. | 12.03.2006 | Italia F4     | Tierra batida | Andrea Arnaboldi   | 6-3, 6-3            |

#### Finalista en individuales (5)
| N.º | Fecha      | Torneo    | Superficie    | Oponente                 | Resultado        |
| --- | ---------- | --------- | ------------- | ------------------------ | ---------------- |
| 1.  | 28.01.2007 | Santiago  | Tierra batida | Martín Vassallo Argüello | 6-1, 5-7, 4-6    |
| 2.  | 20.05.2007 | San Remo  | Tierra batida | Francesco Aldi           | 5-7, 7-6(4), 4-6 |
| 3.  | 10.06.2007 | Furth     | Tierra batida | Peter Luczak             | 6-4, 2-6, 2-6    |
| 4.  | 10.09.2023 | Genoa     | Tierra batida | Seyboth Wild             | 6-2 7-6(3)       |
| 5.  | 13.03.2005 | Italia F3 | Tierra batida | Adrian Ungur             | 5-7, 6-1, 1-6    |

## Ranking ATP al final de la temporada

### Individuales
| Año                     | 2003  | 2004 | 2005 | 2006 | 2007 | 2008 | 2009 | 2010 | 2011 | 2012 | 2013 | 2014 | 2015 | 2016 | 2017 | 2018 | 2019 | 2020 | 2021 |
| Ranking en individuales | 1,097 | 720  | 305  | 247  | 95   | 88   | 54   | 55   | 48   | 45   | 16   | 20   | 21   | 49   | 27   | 13   | 12   | 17   | 37   |

### Dobles
| Año            | 2005 | 2006 | 2007 | 2008 | 2009 | 2010 | 2011 | 2012 | 2013 | 2014 | 2015 | 2016 | 2017 |
| Ranking dobles | 1683 | 381  | 499  | 133  | 212  | 138  | 34   | 111  | 36   | 57   | 10   | 174  | 96   |

## Victorias sobre Top 10
- Tiene un récord de 15-55 contra jugadores que, en el momento en que se jugó el partido, se encontraban entre los 10 primeros.

| Año       | 2004 | 2005 | 2006 | 2007 | 2008 | 2009 | 2010 | 2011 | 2012 | 2013 | 2014 | 2015 | 2016 | 2017 | 2018 | 2019 | Total |
| --------- | ---- | ---- | ---- | ---- | ---- | ---- | ---- | ---- | ---- | ---- | ---- | ---- | ---- | ---- | ---- | ---- | ----- |
| Victorias | 0    | 0    | 0    | 0    | 0    | 0    | 1    | 0    | 0    | 2    | 1    | 3    | 0    | 3    | 2    | 3    | 15    |

| #    | Jugador               | Ranking | Torneo                              | Superficie | R  | Resultado                     | Fognini Ranking |
| ---- | --------------------- | ------- | ----------------------------------- | ---------- | -- | ----------------------------- | --------------- |
| 2010 |                       |         |                                     |            |    |                               |                 |
| 1.   | Fernando Verdasco     | 9       | Wimbledon, Londres, Inglaterra      | Césped     | 1R | 7–6(11–9), 6–2, 6–7(6–8), 6–4 | 80              |
| 2013 |                       |         |                                     |            |    |                               |                 |
| 2.   | Tomáš Berdych         | 6       | Montecarlo, Mónaco                  | Arcilla    | 3R | 6–4, 6–2                      | 32              |
| 3.   | Richard Gasquet       | 9       | Montecarlo, Mónaco                  | Arcilla    | CF | 7–6(7–0), 6–2                 | 32              |
| 2014 |                       |         |                                     |            |    |                               |                 |
| 4.   | Andy Murray           | 8       | Copa Davis, Nápoles, Italia         | Arcilla    | RR | 6–3, 6–3, 6–4                 | 13              |
| 2015 |                       |         |                                     |            |    |                               |                 |
| 5.   | Rafael Nadal          | 3       | Río de Janeiro, Brasil              | Arcilla    | SF | 1–6, 6–2, 7–5                 | 28              |
| 6.   | Rafael Nadal          | 4       | Barcelona, España                   | Arcilla    | 3R | 6–4, 7–6(8–6)                 | 30              |
| 7.   | Rafael Nadal          | 8       | US Open, Nueva York, Estados Unidos | Hard       | 3R | 3–6, 4–6, 6–4, 6–3, 6–4       | 32              |
| 2017 |                       |         |                                     |            |    |                               |                 |
| 8.   | Jo-Wilfried Tsonga    | 8       | Indian Wells, Estados Unidos        | Hard       | 2R | 7–6(7–4), 3–6, 6–4            | 43              |
| 9.   | Kei Nishikori         | 4       | Miami, Estados Unidos               | Hard       | CF | 6–4, 6–2                      | 40              |
| 10.  | Andy Murray           | 1       | Roma, Italia                        | Arcilla    | 2R | 6–2, 6–4                      | 29              |
| 2018 |                       |         |                                     |            |    |                               |                 |
| 11.  | Dominic Thiem         | 8       | Roma, Italia                        | Arcilla    | 2R | 6–4, 1–6, 6–3                 | 21              |
| 12.  | Juan Martín del Potro | 4       | Los Cabos, México                   | Hard       | F  | 6–4, 6–2                      | 15              |
| 2019 |                       |         |                                     |            |    |                               |                 |
| 13.  | Alexander Zverev      | 3       | Montecarlo, Mónaco                  | Arcilla    | 3R | 7–6(8-6), 6-1                 | 18              |
| 14.  | Rafael Nadal          | 2       | Montecarlo, Mónaco                  | Arcilla    | SF | 6–4, 6–2                      | 18              |
| 15.  | Karén Jachánov        | 9       | Shanghái, China                     | Hard       | 3R | 6–3, 7–5                      | 12              |